# Мелница (шахмат)
„Мèлница“ е типова комбинация в шахмата с последователно редуване на шахове и открити шахове, обявени от атакуващата страна. В този случай обикновено (макар и не непременно), когато се обяви открит шах, едновременно се взема една от фигурите на противника. Последният ход се прави, като се вземе предвид последващото улавяне на незащитена или по-ценна фигура. Обикновено комбинацията „мелница“ гарантира на атакуващата страна поне равенство чрез повтарящи се ходове, а в случай, че е възможно да се спечели решаващо материално предимство с нейна помощ, тя води до победа. Често (както може да се види от следващите примери) комбинацията „мелница“ се свързва с жертвоприношение на царица, което допълнително увеличава нейната естетическа стойност.

## Примери от практически игри
Мотивите на комбинацията „мелница“ често се срещат в шахматни игри и в състезания от различни нива.
Торре – Ласкер
|   | a | b | c | d | e | f | g | h |   |
| 8 | черен топ на бяло поле a8 · черен топ на бяло поле e8 · черен кон на черно поле f8 · черен цар на бяло поле g8 · черна пешка на черно поле a7 · черен офицер на бяло поле b7 · черна пешка на бяло поле f7 · черна пешка на черно поле g7 · черна пешка на черно поле d6 · черна пешка на бяло поле e6 · черна пешка на черно поле h6 · черна дама на бяло поле b5 · бял офицер на черно поле g5 · бяла дама на бяло поле h5 · бяла пешка на черно поле b4 · бяла пешка на черно поле d4 · бял кон на черно поле e3 · бял топ на черно поле g3 · бяла пешка на бяло поле a2 · бяла пешка на черно поле f2 · бяла пешка на бяло поле g2 · бяла пешка на черно поле h2 · бял топ на черно поле e1 · бял цар на черно поле g1 | черен топ на бяло поле a8 · черен топ на бяло поле e8 · черен кон на черно поле f8 · черен цар на бяло поле g8 · черна пешка на черно поле a7 · черен офицер на бяло поле b7 · черна пешка на бяло поле f7 · черна пешка на черно поле g7 · черна пешка на черно поле d6 · черна пешка на бяло поле e6 · черна пешка на черно поле h6 · черна дама на бяло поле b5 · бял офицер на черно поле g5 · бяла дама на бяло поле h5 · бяла пешка на черно поле b4 · бяла пешка на черно поле d4 · бял кон на черно поле e3 · бял топ на черно поле g3 · бяла пешка на бяло поле a2 · бяла пешка на черно поле f2 · бяла пешка на бяло поле g2 · бяла пешка на черно поле h2 · бял топ на черно поле e1 · бял цар на черно поле g1 | черен топ на бяло поле a8 · черен топ на бяло поле e8 · черен кон на черно поле f8 · черен цар на бяло поле g8 · черна пешка на черно поле a7 · черен офицер на бяло поле b7 · черна пешка на бяло поле f7 · черна пешка на черно поле g7 · черна пешка на черно поле d6 · черна пешка на бяло поле e6 · черна пешка на черно поле h6 · черна дама на бяло поле b5 · бял офицер на черно поле g5 · бяла дама на бяло поле h5 · бяла пешка на черно поле b4 · бяла пешка на черно поле d4 · бял кон на черно поле e3 · бял топ на черно поле g3 · бяла пешка на бяло поле a2 · бяла пешка на черно поле f2 · бяла пешка на бяло поле g2 · бяла пешка на черно поле h2 · бял топ на черно поле e1 · бял цар на черно поле g1 | черен топ на бяло поле a8 · черен топ на бяло поле e8 · черен кон на черно поле f8 · черен цар на бяло поле g8 · черна пешка на черно поле a7 · черен офицер на бяло поле b7 · черна пешка на бяло поле f7 · черна пешка на черно поле g7 · черна пешка на черно поле d6 · черна пешка на бяло поле e6 · черна пешка на черно поле h6 · черна дама на бяло поле b5 · бял офицер на черно поле g5 · бяла дама на бяло поле h5 · бяла пешка на черно поле b4 · бяла пешка на черно поле d4 · бял кон на черно поле e3 · бял топ на черно поле g3 · бяла пешка на бяло поле a2 · бяла пешка на черно поле f2 · бяла пешка на бяло поле g2 · бяла пешка на черно поле h2 · бял топ на черно поле e1 · бял цар на черно поле g1 | черен топ на бяло поле a8 · черен топ на бяло поле e8 · черен кон на черно поле f8 · черен цар на бяло поле g8 · черна пешка на черно поле a7 · черен офицер на бяло поле b7 · черна пешка на бяло поле f7 · черна пешка на черно поле g7 · черна пешка на черно поле d6 · черна пешка на бяло поле e6 · черна пешка на черно поле h6 · черна дама на бяло поле b5 · бял офицер на черно поле g5 · бяла дама на бяло поле h5 · бяла пешка на черно поле b4 · бяла пешка на черно поле d4 · бял кон на черно поле e3 · бял топ на черно поле g3 · бяла пешка на бяло поле a2 · бяла пешка на черно поле f2 · бяла пешка на бяло поле g2 · бяла пешка на черно поле h2 · бял топ на черно поле e1 · бял цар на черно поле g1 | черен топ на бяло поле a8 · черен топ на бяло поле e8 · черен кон на черно поле f8 · черен цар на бяло поле g8 · черна пешка на черно поле a7 · черен офицер на бяло поле b7 · черна пешка на бяло поле f7 · черна пешка на черно поле g7 · черна пешка на черно поле d6 · черна пешка на бяло поле e6 · черна пешка на черно поле h6 · черна дама на бяло поле b5 · бял офицер на черно поле g5 · бяла дама на бяло поле h5 · бяла пешка на черно поле b4 · бяла пешка на черно поле d4 · бял кон на черно поле e3 · бял топ на черно поле g3 · бяла пешка на бяло поле a2 · бяла пешка на черно поле f2 · бяла пешка на бяло поле g2 · бяла пешка на черно поле h2 · бял топ на черно поле e1 · бял цар на черно поле g1 | черен топ на бяло поле a8 · черен топ на бяло поле e8 · черен кон на черно поле f8 · черен цар на бяло поле g8 · черна пешка на черно поле a7 · черен офицер на бяло поле b7 · черна пешка на бяло поле f7 · черна пешка на черно поле g7 · черна пешка на черно поле d6 · черна пешка на бяло поле e6 · черна пешка на черно поле h6 · черна дама на бяло поле b5 · бял офицер на черно поле g5 · бяла дама на бяло поле h5 · бяла пешка на черно поле b4 · бяла пешка на черно поле d4 · бял кон на черно поле e3 · бял топ на черно поле g3 · бяла пешка на бяло поле a2 · бяла пешка на черно поле f2 · бяла пешка на бяло поле g2 · бяла пешка на черно поле h2 · бял топ на черно поле e1 · бял цар на черно поле g1 | черен топ на бяло поле a8 · черен топ на бяло поле e8 · черен кон на черно поле f8 · черен цар на бяло поле g8 · черна пешка на черно поле a7 · черен офицер на бяло поле b7 · черна пешка на бяло поле f7 · черна пешка на черно поле g7 · черна пешка на черно поле d6 · черна пешка на бяло поле e6 · черна пешка на черно поле h6 · черна дама на бяло поле b5 · бял офицер на черно поле g5 · бяла дама на бяло поле h5 · бяла пешка на черно поле b4 · бяла пешка на черно поле d4 · бял кон на черно поле e3 · бял топ на черно поле g3 · бяла пешка на бяло поле a2 · бяла пешка на черно поле f2 · бяла пешка на бяло поле g2 · бяла пешка на черно поле h2 · бял топ на черно поле e1 · бял цар на черно поле g1 | 8 |
| 7 | черен топ на бяло поле a8 · черен топ на бяло поле e8 · черен кон на черно поле f8 · черен цар на бяло поле g8 · черна пешка на черно поле a7 · черен офицер на бяло поле b7 · черна пешка на бяло поле f7 · черна пешка на черно поле g7 · черна пешка на черно поле d6 · черна пешка на бяло поле e6 · черна пешка на черно поле h6 · черна дама на бяло поле b5 · бял офицер на черно поле g5 · бяла дама на бяло поле h5 · бяла пешка на черно поле b4 · бяла пешка на черно поле d4 · бял кон на черно поле e3 · бял топ на черно поле g3 · бяла пешка на бяло поле a2 · бяла пешка на черно поле f2 · бяла пешка на бяло поле g2 · бяла пешка на черно поле h2 · бял топ на черно поле e1 · бял цар на черно поле g1 | черен топ на бяло поле a8 · черен топ на бяло поле e8 · черен кон на черно поле f8 · черен цар на бяло поле g8 · черна пешка на черно поле a7 · черен офицер на бяло поле b7 · черна пешка на бяло поле f7 · черна пешка на черно поле g7 · черна пешка на черно поле d6 · черна пешка на бяло поле e6 · черна пешка на черно поле h6 · черна дама на бяло поле b5 · бял офицер на черно поле g5 · бяла дама на бяло поле h5 · бяла пешка на черно поле b4 · бяла пешка на черно поле d4 · бял кон на черно поле e3 · бял топ на черно поле g3 · бяла пешка на бяло поле a2 · бяла пешка на черно поле f2 · бяла пешка на бяло поле g2 · бяла пешка на черно поле h2 · бял топ на черно поле e1 · бял цар на черно поле g1 | черен топ на бяло поле a8 · черен топ на бяло поле e8 · черен кон на черно поле f8 · черен цар на бяло поле g8 · черна пешка на черно поле a7 · черен офицер на бяло поле b7 · черна пешка на бяло поле f7 · черна пешка на черно поле g7 · черна пешка на черно поле d6 · черна пешка на бяло поле e6 · черна пешка на черно поле h6 · черна дама на бяло поле b5 · бял офицер на черно поле g5 · бяла дама на бяло поле h5 · бяла пешка на черно поле b4 · бяла пешка на черно поле d4 · бял кон на черно поле e3 · бял топ на черно поле g3 · бяла пешка на бяло поле a2 · бяла пешка на черно поле f2 · бяла пешка на бяло поле g2 · бяла пешка на черно поле h2 · бял топ на черно поле e1 · бял цар на черно поле g1 | черен топ на бяло поле a8 · черен топ на бяло поле e8 · черен кон на черно поле f8 · черен цар на бяло поле g8 · черна пешка на черно поле a7 · черен офицер на бяло поле b7 · черна пешка на бяло поле f7 · черна пешка на черно поле g7 · черна пешка на черно поле d6 · черна пешка на бяло поле e6 · черна пешка на черно поле h6 · черна дама на бяло поле b5 · бял офицер на черно поле g5 · бяла дама на бяло поле h5 · бяла пешка на черно поле b4 · бяла пешка на черно поле d4 · бял кон на черно поле e3 · бял топ на черно поле g3 · бяла пешка на бяло поле a2 · бяла пешка на черно поле f2 · бяла пешка на бяло поле g2 · бяла пешка на черно поле h2 · бял топ на черно поле e1 · бял цар на черно поле g1 | черен топ на бяло поле a8 · черен топ на бяло поле e8 · черен кон на черно поле f8 · черен цар на бяло поле g8 · черна пешка на черно поле a7 · черен офицер на бяло поле b7 · черна пешка на бяло поле f7 · черна пешка на черно поле g7 · черна пешка на черно поле d6 · черна пешка на бяло поле e6 · черна пешка на черно поле h6 · черна дама на бяло поле b5 · бял офицер на черно поле g5 · бяла дама на бяло поле h5 · бяла пешка на черно поле b4 · бяла пешка на черно поле d4 · бял кон на черно поле e3 · бял топ на черно поле g3 · бяла пешка на бяло поле a2 · бяла пешка на черно поле f2 · бяла пешка на бяло поле g2 · бяла пешка на черно поле h2 · бял топ на черно поле e1 · бял цар на черно поле g1 | черен топ на бяло поле a8 · черен топ на бяло поле e8 · черен кон на черно поле f8 · черен цар на бяло поле g8 · черна пешка на черно поле a7 · черен офицер на бяло поле b7 · черна пешка на бяло поле f7 · черна пешка на черно поле g7 · черна пешка на черно поле d6 · черна пешка на бяло поле e6 · черна пешка на черно поле h6 · черна дама на бяло поле b5 · бял офицер на черно поле g5 · бяла дама на бяло поле h5 · бяла пешка на черно поле b4 · бяла пешка на черно поле d4 · бял кон на черно поле e3 · бял топ на черно поле g3 · бяла пешка на бяло поле a2 · бяла пешка на черно поле f2 · бяла пешка на бяло поле g2 · бяла пешка на черно поле h2 · бял топ на черно поле e1 · бял цар на черно поле g1 | черен топ на бяло поле a8 · черен топ на бяло поле e8 · черен кон на черно поле f8 · черен цар на бяло поле g8 · черна пешка на черно поле a7 · черен офицер на бяло поле b7 · черна пешка на бяло поле f7 · черна пешка на черно поле g7 · черна пешка на черно поле d6 · черна пешка на бяло поле e6 · черна пешка на черно поле h6 · черна дама на бяло поле b5 · бял офицер на черно поле g5 · бяла дама на бяло поле h5 · бяла пешка на черно поле b4 · бяла пешка на черно поле d4 · бял кон на черно поле e3 · бял топ на черно поле g3 · бяла пешка на бяло поле a2 · бяла пешка на черно поле f2 · бяла пешка на бяло поле g2 · бяла пешка на черно поле h2 · бял топ на черно поле e1 · бял цар на черно поле g1 | черен топ на бяло поле a8 · черен топ на бяло поле e8 · черен кон на черно поле f8 · черен цар на бяло поле g8 · черна пешка на черно поле a7 · черен офицер на бяло поле b7 · черна пешка на бяло поле f7 · черна пешка на черно поле g7 · черна пешка на черно поле d6 · черна пешка на бяло поле e6 · черна пешка на черно поле h6 · черна дама на бяло поле b5 · бял офицер на черно поле g5 · бяла дама на бяло поле h5 · бяла пешка на черно поле b4 · бяла пешка на черно поле d4 · бял кон на черно поле e3 · бял топ на черно поле g3 · бяла пешка на бяло поле a2 · бяла пешка на черно поле f2 · бяла пешка на бяло поле g2 · бяла пешка на черно поле h2 · бял топ на черно поле e1 · бял цар на черно поле g1 | 7 |
| 6 | черен топ на бяло поле a8 · черен топ на бяло поле e8 · черен кон на черно поле f8 · черен цар на бяло поле g8 · черна пешка на черно поле a7 · черен офицер на бяло поле b7 · черна пешка на бяло поле f7 · черна пешка на черно поле g7 · черна пешка на черно поле d6 · черна пешка на бяло поле e6 · черна пешка на черно поле h6 · черна дама на бяло поле b5 · бял офицер на черно поле g5 · бяла дама на бяло поле h5 · бяла пешка на черно поле b4 · бяла пешка на черно поле d4 · бял кон на черно поле e3 · бял топ на черно поле g3 · бяла пешка на бяло поле a2 · бяла пешка на черно поле f2 · бяла пешка на бяло поле g2 · бяла пешка на черно поле h2 · бял топ на черно поле e1 · бял цар на черно поле g1 | черен топ на бяло поле a8 · черен топ на бяло поле e8 · черен кон на черно поле f8 · черен цар на бяло поле g8 · черна пешка на черно поле a7 · черен офицер на бяло поле b7 · черна пешка на бяло поле f7 · черна пешка на черно поле g7 · черна пешка на черно поле d6 · черна пешка на бяло поле e6 · черна пешка на черно поле h6 · черна дама на бяло поле b5 · бял офицер на черно поле g5 · бяла дама на бяло поле h5 · бяла пешка на черно поле b4 · бяла пешка на черно поле d4 · бял кон на черно поле e3 · бял топ на черно поле g3 · бяла пешка на бяло поле a2 · бяла пешка на черно поле f2 · бяла пешка на бяло поле g2 · бяла пешка на черно поле h2 · бял топ на черно поле e1 · бял цар на черно поле g1 | черен топ на бяло поле a8 · черен топ на бяло поле e8 · черен кон на черно поле f8 · черен цар на бяло поле g8 · черна пешка на черно поле a7 · черен офицер на бяло поле b7 · черна пешка на бяло поле f7 · черна пешка на черно поле g7 · черна пешка на черно поле d6 · черна пешка на бяло поле e6 · черна пешка на черно поле h6 · черна дама на бяло поле b5 · бял офицер на черно поле g5 · бяла дама на бяло поле h5 · бяла пешка на черно поле b4 · бяла пешка на черно поле d4 · бял кон на черно поле e3 · бял топ на черно поле g3 · бяла пешка на бяло поле a2 · бяла пешка на черно поле f2 · бяла пешка на бяло поле g2 · бяла пешка на черно поле h2 · бял топ на черно поле e1 · бял цар на черно поле g1 | черен топ на бяло поле a8 · черен топ на бяло поле e8 · черен кон на черно поле f8 · черен цар на бяло поле g8 · черна пешка на черно поле a7 · черен офицер на бяло поле b7 · черна пешка на бяло поле f7 · черна пешка на черно поле g7 · черна пешка на черно поле d6 · черна пешка на бяло поле e6 · черна пешка на черно поле h6 · черна дама на бяло поле b5 · бял офицер на черно поле g5 · бяла дама на бяло поле h5 · бяла пешка на черно поле b4 · бяла пешка на черно поле d4 · бял кон на черно поле e3 · бял топ на черно поле g3 · бяла пешка на бяло поле a2 · бяла пешка на черно поле f2 · бяла пешка на бяло поле g2 · бяла пешка на черно поле h2 · бял топ на черно поле e1 · бял цар на черно поле g1 | черен топ на бяло поле a8 · черен топ на бяло поле e8 · черен кон на черно поле f8 · черен цар на бяло поле g8 · черна пешка на черно поле a7 · черен офицер на бяло поле b7 · черна пешка на бяло поле f7 · черна пешка на черно поле g7 · черна пешка на черно поле d6 · черна пешка на бяло поле e6 · черна пешка на черно поле h6 · черна дама на бяло поле b5 · бял офицер на черно поле g5 · бяла дама на бяло поле h5 · бяла пешка на черно поле b4 · бяла пешка на черно поле d4 · бял кон на черно поле e3 · бял топ на черно поле g3 · бяла пешка на бяло поле a2 · бяла пешка на черно поле f2 · бяла пешка на бяло поле g2 · бяла пешка на черно поле h2 · бял топ на черно поле e1 · бял цар на черно поле g1 | черен топ на бяло поле a8 · черен топ на бяло поле e8 · черен кон на черно поле f8 · черен цар на бяло поле g8 · черна пешка на черно поле a7 · черен офицер на бяло поле b7 · черна пешка на бяло поле f7 · черна пешка на черно поле g7 · черна пешка на черно поле d6 · черна пешка на бяло поле e6 · черна пешка на черно поле h6 · черна дама на бяло поле b5 · бял офицер на черно поле g5 · бяла дама на бяло поле h5 · бяла пешка на черно поле b4 · бяла пешка на черно поле d4 · бял кон на черно поле e3 · бял топ на черно поле g3 · бяла пешка на бяло поле a2 · бяла пешка на черно поле f2 · бяла пешка на бяло поле g2 · бяла пешка на черно поле h2 · бял топ на черно поле e1 · бял цар на черно поле g1 | черен топ на бяло поле a8 · черен топ на бяло поле e8 · черен кон на черно поле f8 · черен цар на бяло поле g8 · черна пешка на черно поле a7 · черен офицер на бяло поле b7 · черна пешка на бяло поле f7 · черна пешка на черно поле g7 · черна пешка на черно поле d6 · черна пешка на бяло поле e6 · черна пешка на черно поле h6 · черна дама на бяло поле b5 · бял офицер на черно поле g5 · бяла дама на бяло поле h5 · бяла пешка на черно поле b4 · бяла пешка на черно поле d4 · бял кон на черно поле e3 · бял топ на черно поле g3 · бяла пешка на бяло поле a2 · бяла пешка на черно поле f2 · бяла пешка на бяло поле g2 · бяла пешка на черно поле h2 · бял топ на черно поле e1 · бял цар на черно поле g1 | черен топ на бяло поле a8 · черен топ на бяло поле e8 · черен кон на черно поле f8 · черен цар на бяло поле g8 · черна пешка на черно поле a7 · черен офицер на бяло поле b7 · черна пешка на бяло поле f7 · черна пешка на черно поле g7 · черна пешка на черно поле d6 · черна пешка на бяло поле e6 · черна пешка на черно поле h6 · черна дама на бяло поле b5 · бял офицер на черно поле g5 · бяла дама на бяло поле h5 · бяла пешка на черно поле b4 · бяла пешка на черно поле d4 · бял кон на черно поле e3 · бял топ на черно поле g3 · бяла пешка на бяло поле a2 · бяла пешка на черно поле f2 · бяла пешка на бяло поле g2 · бяла пешка на черно поле h2 · бял топ на черно поле e1 · бял цар на черно поле g1 | 6 |
| 5 | черен топ на бяло поле a8 · черен топ на бяло поле e8 · черен кон на черно поле f8 · черен цар на бяло поле g8 · черна пешка на черно поле a7 · черен офицер на бяло поле b7 · черна пешка на бяло поле f7 · черна пешка на черно поле g7 · черна пешка на черно поле d6 · черна пешка на бяло поле e6 · черна пешка на черно поле h6 · черна дама на бяло поле b5 · бял офицер на черно поле g5 · бяла дама на бяло поле h5 · бяла пешка на черно поле b4 · бяла пешка на черно поле d4 · бял кон на черно поле e3 · бял топ на черно поле g3 · бяла пешка на бяло поле a2 · бяла пешка на черно поле f2 · бяла пешка на бяло поле g2 · бяла пешка на черно поле h2 · бял топ на черно поле e1 · бял цар на черно поле g1 | черен топ на бяло поле a8 · черен топ на бяло поле e8 · черен кон на черно поле f8 · черен цар на бяло поле g8 · черна пешка на черно поле a7 · черен офицер на бяло поле b7 · черна пешка на бяло поле f7 · черна пешка на черно поле g7 · черна пешка на черно поле d6 · черна пешка на бяло поле e6 · черна пешка на черно поле h6 · черна дама на бяло поле b5 · бял офицер на черно поле g5 · бяла дама на бяло поле h5 · бяла пешка на черно поле b4 · бяла пешка на черно поле d4 · бял кон на черно поле e3 · бял топ на черно поле g3 · бяла пешка на бяло поле a2 · бяла пешка на черно поле f2 · бяла пешка на бяло поле g2 · бяла пешка на черно поле h2 · бял топ на черно поле e1 · бял цар на черно поле g1 | черен топ на бяло поле a8 · черен топ на бяло поле e8 · черен кон на черно поле f8 · черен цар на бяло поле g8 · черна пешка на черно поле a7 · черен офицер на бяло поле b7 · черна пешка на бяло поле f7 · черна пешка на черно поле g7 · черна пешка на черно поле d6 · черна пешка на бяло поле e6 · черна пешка на черно поле h6 · черна дама на бяло поле b5 · бял офицер на черно поле g5 · бяла дама на бяло поле h5 · бяла пешка на черно поле b4 · бяла пешка на черно поле d4 · бял кон на черно поле e3 · бял топ на черно поле g3 · бяла пешка на бяло поле a2 · бяла пешка на черно поле f2 · бяла пешка на бяло поле g2 · бяла пешка на черно поле h2 · бял топ на черно поле e1 · бял цар на черно поле g1 | черен топ на бяло поле a8 · черен топ на бяло поле e8 · черен кон на черно поле f8 · черен цар на бяло поле g8 · черна пешка на черно поле a7 · черен офицер на бяло поле b7 · черна пешка на бяло поле f7 · черна пешка на черно поле g7 · черна пешка на черно поле d6 · черна пешка на бяло поле e6 · черна пешка на черно поле h6 · черна дама на бяло поле b5 · бял офицер на черно поле g5 · бяла дама на бяло поле h5 · бяла пешка на черно поле b4 · бяла пешка на черно поле d4 · бял кон на черно поле e3 · бял топ на черно поле g3 · бяла пешка на бяло поле a2 · бяла пешка на черно поле f2 · бяла пешка на бяло поле g2 · бяла пешка на черно поле h2 · бял топ на черно поле e1 · бял цар на черно поле g1 | черен топ на бяло поле a8 · черен топ на бяло поле e8 · черен кон на черно поле f8 · черен цар на бяло поле g8 · черна пешка на черно поле a7 · черен офицер на бяло поле b7 · черна пешка на бяло поле f7 · черна пешка на черно поле g7 · черна пешка на черно поле d6 · черна пешка на бяло поле e6 · черна пешка на черно поле h6 · черна дама на бяло поле b5 · бял офицер на черно поле g5 · бяла дама на бяло поле h5 · бяла пешка на черно поле b4 · бяла пешка на черно поле d4 · бял кон на черно поле e3 · бял топ на черно поле g3 · бяла пешка на бяло поле a2 · бяла пешка на черно поле f2 · бяла пешка на бяло поле g2 · бяла пешка на черно поле h2 · бял топ на черно поле e1 · бял цар на черно поле g1 | черен топ на бяло поле a8 · черен топ на бяло поле e8 · черен кон на черно поле f8 · черен цар на бяло поле g8 · черна пешка на черно поле a7 · черен офицер на бяло поле b7 · черна пешка на бяло поле f7 · черна пешка на черно поле g7 · черна пешка на черно поле d6 · черна пешка на бяло поле e6 · черна пешка на черно поле h6 · черна дама на бяло поле b5 · бял офицер на черно поле g5 · бяла дама на бяло поле h5 · бяла пешка на черно поле b4 · бяла пешка на черно поле d4 · бял кон на черно поле e3 · бял топ на черно поле g3 · бяла пешка на бяло поле a2 · бяла пешка на черно поле f2 · бяла пешка на бяло поле g2 · бяла пешка на черно поле h2 · бял топ на черно поле e1 · бял цар на черно поле g1 | черен топ на бяло поле a8 · черен топ на бяло поле e8 · черен кон на черно поле f8 · черен цар на бяло поле g8 · черна пешка на черно поле a7 · черен офицер на бяло поле b7 · черна пешка на бяло поле f7 · черна пешка на черно поле g7 · черна пешка на черно поле d6 · черна пешка на бяло поле e6 · черна пешка на черно поле h6 · черна дама на бяло поле b5 · бял офицер на черно поле g5 · бяла дама на бяло поле h5 · бяла пешка на черно поле b4 · бяла пешка на черно поле d4 · бял кон на черно поле e3 · бял топ на черно поле g3 · бяла пешка на бяло поле a2 · бяла пешка на черно поле f2 · бяла пешка на бяло поле g2 · бяла пешка на черно поле h2 · бял топ на черно поле e1 · бял цар на черно поле g1 | черен топ на бяло поле a8 · черен топ на бяло поле e8 · черен кон на черно поле f8 · черен цар на бяло поле g8 · черна пешка на черно поле a7 · черен офицер на бяло поле b7 · черна пешка на бяло поле f7 · черна пешка на черно поле g7 · черна пешка на черно поле d6 · черна пешка на бяло поле e6 · черна пешка на черно поле h6 · черна дама на бяло поле b5 · бял офицер на черно поле g5 · бяла дама на бяло поле h5 · бяла пешка на черно поле b4 · бяла пешка на черно поле d4 · бял кон на черно поле e3 · бял топ на черно поле g3 · бяла пешка на бяло поле a2 · бяла пешка на черно поле f2 · бяла пешка на бяло поле g2 · бяла пешка на черно поле h2 · бял топ на черно поле e1 · бял цар на черно поле g1 | 5 |
| 4 | черен топ на бяло поле a8 · черен топ на бяло поле e8 · черен кон на черно поле f8 · черен цар на бяло поле g8 · черна пешка на черно поле a7 · черен офицер на бяло поле b7 · черна пешка на бяло поле f7 · черна пешка на черно поле g7 · черна пешка на черно поле d6 · черна пешка на бяло поле e6 · черна пешка на черно поле h6 · черна дама на бяло поле b5 · бял офицер на черно поле g5 · бяла дама на бяло поле h5 · бяла пешка на черно поле b4 · бяла пешка на черно поле d4 · бял кон на черно поле e3 · бял топ на черно поле g3 · бяла пешка на бяло поле a2 · бяла пешка на черно поле f2 · бяла пешка на бяло поле g2 · бяла пешка на черно поле h2 · бял топ на черно поле e1 · бял цар на черно поле g1 | черен топ на бяло поле a8 · черен топ на бяло поле e8 · черен кон на черно поле f8 · черен цар на бяло поле g8 · черна пешка на черно поле a7 · черен офицер на бяло поле b7 · черна пешка на бяло поле f7 · черна пешка на черно поле g7 · черна пешка на черно поле d6 · черна пешка на бяло поле e6 · черна пешка на черно поле h6 · черна дама на бяло поле b5 · бял офицер на черно поле g5 · бяла дама на бяло поле h5 · бяла пешка на черно поле b4 · бяла пешка на черно поле d4 · бял кон на черно поле e3 · бял топ на черно поле g3 · бяла пешка на бяло поле a2 · бяла пешка на черно поле f2 · бяла пешка на бяло поле g2 · бяла пешка на черно поле h2 · бял топ на черно поле e1 · бял цар на черно поле g1 | черен топ на бяло поле a8 · черен топ на бяло поле e8 · черен кон на черно поле f8 · черен цар на бяло поле g8 · черна пешка на черно поле a7 · черен офицер на бяло поле b7 · черна пешка на бяло поле f7 · черна пешка на черно поле g7 · черна пешка на черно поле d6 · черна пешка на бяло поле e6 · черна пешка на черно поле h6 · черна дама на бяло поле b5 · бял офицер на черно поле g5 · бяла дама на бяло поле h5 · бяла пешка на черно поле b4 · бяла пешка на черно поле d4 · бял кон на черно поле e3 · бял топ на черно поле g3 · бяла пешка на бяло поле a2 · бяла пешка на черно поле f2 · бяла пешка на бяло поле g2 · бяла пешка на черно поле h2 · бял топ на черно поле e1 · бял цар на черно поле g1 | черен топ на бяло поле a8 · черен топ на бяло поле e8 · черен кон на черно поле f8 · черен цар на бяло поле g8 · черна пешка на черно поле a7 · черен офицер на бяло поле b7 · черна пешка на бяло поле f7 · черна пешка на черно поле g7 · черна пешка на черно поле d6 · черна пешка на бяло поле e6 · черна пешка на черно поле h6 · черна дама на бяло поле b5 · бял офицер на черно поле g5 · бяла дама на бяло поле h5 · бяла пешка на черно поле b4 · бяла пешка на черно поле d4 · бял кон на черно поле e3 · бял топ на черно поле g3 · бяла пешка на бяло поле a2 · бяла пешка на черно поле f2 · бяла пешка на бяло поле g2 · бяла пешка на черно поле h2 · бял топ на черно поле e1 · бял цар на черно поле g1 | черен топ на бяло поле a8 · черен топ на бяло поле e8 · черен кон на черно поле f8 · черен цар на бяло поле g8 · черна пешка на черно поле a7 · черен офицер на бяло поле b7 · черна пешка на бяло поле f7 · черна пешка на черно поле g7 · черна пешка на черно поле d6 · черна пешка на бяло поле e6 · черна пешка на черно поле h6 · черна дама на бяло поле b5 · бял офицер на черно поле g5 · бяла дама на бяло поле h5 · бяла пешка на черно поле b4 · бяла пешка на черно поле d4 · бял кон на черно поле e3 · бял топ на черно поле g3 · бяла пешка на бяло поле a2 · бяла пешка на черно поле f2 · бяла пешка на бяло поле g2 · бяла пешка на черно поле h2 · бял топ на черно поле e1 · бял цар на черно поле g1 | черен топ на бяло поле a8 · черен топ на бяло поле e8 · черен кон на черно поле f8 · черен цар на бяло поле g8 · черна пешка на черно поле a7 · черен офицер на бяло поле b7 · черна пешка на бяло поле f7 · черна пешка на черно поле g7 · черна пешка на черно поле d6 · черна пешка на бяло поле e6 · черна пешка на черно поле h6 · черна дама на бяло поле b5 · бял офицер на черно поле g5 · бяла дама на бяло поле h5 · бяла пешка на черно поле b4 · бяла пешка на черно поле d4 · бял кон на черно поле e3 · бял топ на черно поле g3 · бяла пешка на бяло поле a2 · бяла пешка на черно поле f2 · бяла пешка на бяло поле g2 · бяла пешка на черно поле h2 · бял топ на черно поле e1 · бял цар на черно поле g1 | черен топ на бяло поле a8 · черен топ на бяло поле e8 · черен кон на черно поле f8 · черен цар на бяло поле g8 · черна пешка на черно поле a7 · черен офицер на бяло поле b7 · черна пешка на бяло поле f7 · черна пешка на черно поле g7 · черна пешка на черно поле d6 · черна пешка на бяло поле e6 · черна пешка на черно поле h6 · черна дама на бяло поле b5 · бял офицер на черно поле g5 · бяла дама на бяло поле h5 · бяла пешка на черно поле b4 · бяла пешка на черно поле d4 · бял кон на черно поле e3 · бял топ на черно поле g3 · бяла пешка на бяло поле a2 · бяла пешка на черно поле f2 · бяла пешка на бяло поле g2 · бяла пешка на черно поле h2 · бял топ на черно поле e1 · бял цар на черно поле g1 | черен топ на бяло поле a8 · черен топ на бяло поле e8 · черен кон на черно поле f8 · черен цар на бяло поле g8 · черна пешка на черно поле a7 · черен офицер на бяло поле b7 · черна пешка на бяло поле f7 · черна пешка на черно поле g7 · черна пешка на черно поле d6 · черна пешка на бяло поле e6 · черна пешка на черно поле h6 · черна дама на бяло поле b5 · бял офицер на черно поле g5 · бяла дама на бяло поле h5 · бяла пешка на черно поле b4 · бяла пешка на черно поле d4 · бял кон на черно поле e3 · бял топ на черно поле g3 · бяла пешка на бяло поле a2 · бяла пешка на черно поле f2 · бяла пешка на бяло поле g2 · бяла пешка на черно поле h2 · бял топ на черно поле e1 · бял цар на черно поле g1 | 4 |
| 3 | черен топ на бяло поле a8 · черен топ на бяло поле e8 · черен кон на черно поле f8 · черен цар на бяло поле g8 · черна пешка на черно поле a7 · черен офицер на бяло поле b7 · черна пешка на бяло поле f7 · черна пешка на черно поле g7 · черна пешка на черно поле d6 · черна пешка на бяло поле e6 · черна пешка на черно поле h6 · черна дама на бяло поле b5 · бял офицер на черно поле g5 · бяла дама на бяло поле h5 · бяла пешка на черно поле b4 · бяла пешка на черно поле d4 · бял кон на черно поле e3 · бял топ на черно поле g3 · бяла пешка на бяло поле a2 · бяла пешка на черно поле f2 · бяла пешка на бяло поле g2 · бяла пешка на черно поле h2 · бял топ на черно поле e1 · бял цар на черно поле g1 | черен топ на бяло поле a8 · черен топ на бяло поле e8 · черен кон на черно поле f8 · черен цар на бяло поле g8 · черна пешка на черно поле a7 · черен офицер на бяло поле b7 · черна пешка на бяло поле f7 · черна пешка на черно поле g7 · черна пешка на черно поле d6 · черна пешка на бяло поле e6 · черна пешка на черно поле h6 · черна дама на бяло поле b5 · бял офицер на черно поле g5 · бяла дама на бяло поле h5 · бяла пешка на черно поле b4 · бяла пешка на черно поле d4 · бял кон на черно поле e3 · бял топ на черно поле g3 · бяла пешка на бяло поле a2 · бяла пешка на черно поле f2 · бяла пешка на бяло поле g2 · бяла пешка на черно поле h2 · бял топ на черно поле e1 · бял цар на черно поле g1 | черен топ на бяло поле a8 · черен топ на бяло поле e8 · черен кон на черно поле f8 · черен цар на бяло поле g8 · черна пешка на черно поле a7 · черен офицер на бяло поле b7 · черна пешка на бяло поле f7 · черна пешка на черно поле g7 · черна пешка на черно поле d6 · черна пешка на бяло поле e6 · черна пешка на черно поле h6 · черна дама на бяло поле b5 · бял офицер на черно поле g5 · бяла дама на бяло поле h5 · бяла пешка на черно поле b4 · бяла пешка на черно поле d4 · бял кон на черно поле e3 · бял топ на черно поле g3 · бяла пешка на бяло поле a2 · бяла пешка на черно поле f2 · бяла пешка на бяло поле g2 · бяла пешка на черно поле h2 · бял топ на черно поле e1 · бял цар на черно поле g1 | черен топ на бяло поле a8 · черен топ на бяло поле e8 · черен кон на черно поле f8 · черен цар на бяло поле g8 · черна пешка на черно поле a7 · черен офицер на бяло поле b7 · черна пешка на бяло поле f7 · черна пешка на черно поле g7 · черна пешка на черно поле d6 · черна пешка на бяло поле e6 · черна пешка на черно поле h6 · черна дама на бяло поле b5 · бял офицер на черно поле g5 · бяла дама на бяло поле h5 · бяла пешка на черно поле b4 · бяла пешка на черно поле d4 · бял кон на черно поле e3 · бял топ на черно поле g3 · бяла пешка на бяло поле a2 · бяла пешка на черно поле f2 · бяла пешка на бяло поле g2 · бяла пешка на черно поле h2 · бял топ на черно поле e1 · бял цар на черно поле g1 | черен топ на бяло поле a8 · черен топ на бяло поле e8 · черен кон на черно поле f8 · черен цар на бяло поле g8 · черна пешка на черно поле a7 · черен офицер на бяло поле b7 · черна пешка на бяло поле f7 · черна пешка на черно поле g7 · черна пешка на черно поле d6 · черна пешка на бяло поле e6 · черна пешка на черно поле h6 · черна дама на бяло поле b5 · бял офицер на черно поле g5 · бяла дама на бяло поле h5 · бяла пешка на черно поле b4 · бяла пешка на черно поле d4 · бял кон на черно поле e3 · бял топ на черно поле g3 · бяла пешка на бяло поле a2 · бяла пешка на черно поле f2 · бяла пешка на бяло поле g2 · бяла пешка на черно поле h2 · бял топ на черно поле e1 · бял цар на черно поле g1 | черен топ на бяло поле a8 · черен топ на бяло поле e8 · черен кон на черно поле f8 · черен цар на бяло поле g8 · черна пешка на черно поле a7 · черен офицер на бяло поле b7 · черна пешка на бяло поле f7 · черна пешка на черно поле g7 · черна пешка на черно поле d6 · черна пешка на бяло поле e6 · черна пешка на черно поле h6 · черна дама на бяло поле b5 · бял офицер на черно поле g5 · бяла дама на бяло поле h5 · бяла пешка на черно поле b4 · бяла пешка на черно поле d4 · бял кон на черно поле e3 · бял топ на черно поле g3 · бяла пешка на бяло поле a2 · бяла пешка на черно поле f2 · бяла пешка на бяло поле g2 · бяла пешка на черно поле h2 · бял топ на черно поле e1 · бял цар на черно поле g1 | черен топ на бяло поле a8 · черен топ на бяло поле e8 · черен кон на черно поле f8 · черен цар на бяло поле g8 · черна пешка на черно поле a7 · черен офицер на бяло поле b7 · черна пешка на бяло поле f7 · черна пешка на черно поле g7 · черна пешка на черно поле d6 · черна пешка на бяло поле e6 · черна пешка на черно поле h6 · черна дама на бяло поле b5 · бял офицер на черно поле g5 · бяла дама на бяло поле h5 · бяла пешка на черно поле b4 · бяла пешка на черно поле d4 · бял кон на черно поле e3 · бял топ на черно поле g3 · бяла пешка на бяло поле a2 · бяла пешка на черно поле f2 · бяла пешка на бяло поле g2 · бяла пешка на черно поле h2 · бял топ на черно поле e1 · бял цар на черно поле g1 | черен топ на бяло поле a8 · черен топ на бяло поле e8 · черен кон на черно поле f8 · черен цар на бяло поле g8 · черна пешка на черно поле a7 · черен офицер на бяло поле b7 · черна пешка на бяло поле f7 · черна пешка на черно поле g7 · черна пешка на черно поле d6 · черна пешка на бяло поле e6 · черна пешка на черно поле h6 · черна дама на бяло поле b5 · бял офицер на черно поле g5 · бяла дама на бяло поле h5 · бяла пешка на черно поле b4 · бяла пешка на черно поле d4 · бял кон на черно поле e3 · бял топ на черно поле g3 · бяла пешка на бяло поле a2 · бяла пешка на черно поле f2 · бяла пешка на бяло поле g2 · бяла пешка на черно поле h2 · бял топ на черно поле e1 · бял цар на черно поле g1 | 3 |
| 2 | черен топ на бяло поле a8 · черен топ на бяло поле e8 · черен кон на черно поле f8 · черен цар на бяло поле g8 · черна пешка на черно поле a7 · черен офицер на бяло поле b7 · черна пешка на бяло поле f7 · черна пешка на черно поле g7 · черна пешка на черно поле d6 · черна пешка на бяло поле e6 · черна пешка на черно поле h6 · черна дама на бяло поле b5 · бял офицер на черно поле g5 · бяла дама на бяло поле h5 · бяла пешка на черно поле b4 · бяла пешка на черно поле d4 · бял кон на черно поле e3 · бял топ на черно поле g3 · бяла пешка на бяло поле a2 · бяла пешка на черно поле f2 · бяла пешка на бяло поле g2 · бяла пешка на черно поле h2 · бял топ на черно поле e1 · бял цар на черно поле g1 | черен топ на бяло поле a8 · черен топ на бяло поле e8 · черен кон на черно поле f8 · черен цар на бяло поле g8 · черна пешка на черно поле a7 · черен офицер на бяло поле b7 · черна пешка на бяло поле f7 · черна пешка на черно поле g7 · черна пешка на черно поле d6 · черна пешка на бяло поле e6 · черна пешка на черно поле h6 · черна дама на бяло поле b5 · бял офицер на черно поле g5 · бяла дама на бяло поле h5 · бяла пешка на черно поле b4 · бяла пешка на черно поле d4 · бял кон на черно поле e3 · бял топ на черно поле g3 · бяла пешка на бяло поле a2 · бяла пешка на черно поле f2 · бяла пешка на бяло поле g2 · бяла пешка на черно поле h2 · бял топ на черно поле e1 · бял цар на черно поле g1 | черен топ на бяло поле a8 · черен топ на бяло поле e8 · черен кон на черно поле f8 · черен цар на бяло поле g8 · черна пешка на черно поле a7 · черен офицер на бяло поле b7 · черна пешка на бяло поле f7 · черна пешка на черно поле g7 · черна пешка на черно поле d6 · черна пешка на бяло поле e6 · черна пешка на черно поле h6 · черна дама на бяло поле b5 · бял офицер на черно поле g5 · бяла дама на бяло поле h5 · бяла пешка на черно поле b4 · бяла пешка на черно поле d4 · бял кон на черно поле e3 · бял топ на черно поле g3 · бяла пешка на бяло поле a2 · бяла пешка на черно поле f2 · бяла пешка на бяло поле g2 · бяла пешка на черно поле h2 · бял топ на черно поле e1 · бял цар на черно поле g1 | черен топ на бяло поле a8 · черен топ на бяло поле e8 · черен кон на черно поле f8 · черен цар на бяло поле g8 · черна пешка на черно поле a7 · черен офицер на бяло поле b7 · черна пешка на бяло поле f7 · черна пешка на черно поле g7 · черна пешка на черно поле d6 · черна пешка на бяло поле e6 · черна пешка на черно поле h6 · черна дама на бяло поле b5 · бял офицер на черно поле g5 · бяла дама на бяло поле h5 · бяла пешка на черно поле b4 · бяла пешка на черно поле d4 · бял кон на черно поле e3 · бял топ на черно поле g3 · бяла пешка на бяло поле a2 · бяла пешка на черно поле f2 · бяла пешка на бяло поле g2 · бяла пешка на черно поле h2 · бял топ на черно поле e1 · бял цар на черно поле g1 | черен топ на бяло поле a8 · черен топ на бяло поле e8 · черен кон на черно поле f8 · черен цар на бяло поле g8 · черна пешка на черно поле a7 · черен офицер на бяло поле b7 · черна пешка на бяло поле f7 · черна пешка на черно поле g7 · черна пешка на черно поле d6 · черна пешка на бяло поле e6 · черна пешка на черно поле h6 · черна дама на бяло поле b5 · бял офицер на черно поле g5 · бяла дама на бяло поле h5 · бяла пешка на черно поле b4 · бяла пешка на черно поле d4 · бял кон на черно поле e3 · бял топ на черно поле g3 · бяла пешка на бяло поле a2 · бяла пешка на черно поле f2 · бяла пешка на бяло поле g2 · бяла пешка на черно поле h2 · бял топ на черно поле e1 · бял цар на черно поле g1 | черен топ на бяло поле a8 · черен топ на бяло поле e8 · черен кон на черно поле f8 · черен цар на бяло поле g8 · черна пешка на черно поле a7 · черен офицер на бяло поле b7 · черна пешка на бяло поле f7 · черна пешка на черно поле g7 · черна пешка на черно поле d6 · черна пешка на бяло поле e6 · черна пешка на черно поле h6 · черна дама на бяло поле b5 · бял офицер на черно поле g5 · бяла дама на бяло поле h5 · бяла пешка на черно поле b4 · бяла пешка на черно поле d4 · бял кон на черно поле e3 · бял топ на черно поле g3 · бяла пешка на бяло поле a2 · бяла пешка на черно поле f2 · бяла пешка на бяло поле g2 · бяла пешка на черно поле h2 · бял топ на черно поле e1 · бял цар на черно поле g1 | черен топ на бяло поле a8 · черен топ на бяло поле e8 · черен кон на черно поле f8 · черен цар на бяло поле g8 · черна пешка на черно поле a7 · черен офицер на бяло поле b7 · черна пешка на бяло поле f7 · черна пешка на черно поле g7 · черна пешка на черно поле d6 · черна пешка на бяло поле e6 · черна пешка на черно поле h6 · черна дама на бяло поле b5 · бял офицер на черно поле g5 · бяла дама на бяло поле h5 · бяла пешка на черно поле b4 · бяла пешка на черно поле d4 · бял кон на черно поле e3 · бял топ на черно поле g3 · бяла пешка на бяло поле a2 · бяла пешка на черно поле f2 · бяла пешка на бяло поле g2 · бяла пешка на черно поле h2 · бял топ на черно поле e1 · бял цар на черно поле g1 | черен топ на бяло поле a8 · черен топ на бяло поле e8 · черен кон на черно поле f8 · черен цар на бяло поле g8 · черна пешка на черно поле a7 · черен офицер на бяло поле b7 · черна пешка на бяло поле f7 · черна пешка на черно поле g7 · черна пешка на черно поле d6 · черна пешка на бяло поле e6 · черна пешка на черно поле h6 · черна дама на бяло поле b5 · бял офицер на черно поле g5 · бяла дама на бяло поле h5 · бяла пешка на черно поле b4 · бяла пешка на черно поле d4 · бял кон на черно поле e3 · бял топ на черно поле g3 · бяла пешка на бяло поле a2 · бяла пешка на черно поле f2 · бяла пешка на бяло поле g2 · бяла пешка на черно поле h2 · бял топ на черно поле e1 · бял цар на черно поле g1 | 2 |
| 1 | черен топ на бяло поле a8 · черен топ на бяло поле e8 · черен кон на черно поле f8 · черен цар на бяло поле g8 · черна пешка на черно поле a7 · черен офицер на бяло поле b7 · черна пешка на бяло поле f7 · черна пешка на черно поле g7 · черна пешка на черно поле d6 · черна пешка на бяло поле e6 · черна пешка на черно поле h6 · черна дама на бяло поле b5 · бял офицер на черно поле g5 · бяла дама на бяло поле h5 · бяла пешка на черно поле b4 · бяла пешка на черно поле d4 · бял кон на черно поле e3 · бял топ на черно поле g3 · бяла пешка на бяло поле a2 · бяла пешка на черно поле f2 · бяла пешка на бяло поле g2 · бяла пешка на черно поле h2 · бял топ на черно поле e1 · бял цар на черно поле g1 | черен топ на бяло поле a8 · черен топ на бяло поле e8 · черен кон на черно поле f8 · черен цар на бяло поле g8 · черна пешка на черно поле a7 · черен офицер на бяло поле b7 · черна пешка на бяло поле f7 · черна пешка на черно поле g7 · черна пешка на черно поле d6 · черна пешка на бяло поле e6 · черна пешка на черно поле h6 · черна дама на бяло поле b5 · бял офицер на черно поле g5 · бяла дама на бяло поле h5 · бяла пешка на черно поле b4 · бяла пешка на черно поле d4 · бял кон на черно поле e3 · бял топ на черно поле g3 · бяла пешка на бяло поле a2 · бяла пешка на черно поле f2 · бяла пешка на бяло поле g2 · бяла пешка на черно поле h2 · бял топ на черно поле e1 · бял цар на черно поле g1 | черен топ на бяло поле a8 · черен топ на бяло поле e8 · черен кон на черно поле f8 · черен цар на бяло поле g8 · черна пешка на черно поле a7 · черен офицер на бяло поле b7 · черна пешка на бяло поле f7 · черна пешка на черно поле g7 · черна пешка на черно поле d6 · черна пешка на бяло поле e6 · черна пешка на черно поле h6 · черна дама на бяло поле b5 · бял офицер на черно поле g5 · бяла дама на бяло поле h5 · бяла пешка на черно поле b4 · бяла пешка на черно поле d4 · бял кон на черно поле e3 · бял топ на черно поле g3 · бяла пешка на бяло поле a2 · бяла пешка на черно поле f2 · бяла пешка на бяло поле g2 · бяла пешка на черно поле h2 · бял топ на черно поле e1 · бял цар на черно поле g1 | черен топ на бяло поле a8 · черен топ на бяло поле e8 · черен кон на черно поле f8 · черен цар на бяло поле g8 · черна пешка на черно поле a7 · черен офицер на бяло поле b7 · черна пешка на бяло поле f7 · черна пешка на черно поле g7 · черна пешка на черно поле d6 · черна пешка на бяло поле e6 · черна пешка на черно поле h6 · черна дама на бяло поле b5 · бял офицер на черно поле g5 · бяла дама на бяло поле h5 · бяла пешка на черно поле b4 · бяла пешка на черно поле d4 · бял кон на черно поле e3 · бял топ на черно поле g3 · бяла пешка на бяло поле a2 · бяла пешка на черно поле f2 · бяла пешка на бяло поле g2 · бяла пешка на черно поле h2 · бял топ на черно поле e1 · бял цар на черно поле g1 | черен топ на бяло поле a8 · черен топ на бяло поле e8 · черен кон на черно поле f8 · черен цар на бяло поле g8 · черна пешка на черно поле a7 · черен офицер на бяло поле b7 · черна пешка на бяло поле f7 · черна пешка на черно поле g7 · черна пешка на черно поле d6 · черна пешка на бяло поле e6 · черна пешка на черно поле h6 · черна дама на бяло поле b5 · бял офицер на черно поле g5 · бяла дама на бяло поле h5 · бяла пешка на черно поле b4 · бяла пешка на черно поле d4 · бял кон на черно поле e3 · бял топ на черно поле g3 · бяла пешка на бяло поле a2 · бяла пешка на черно поле f2 · бяла пешка на бяло поле g2 · бяла пешка на черно поле h2 · бял топ на черно поле e1 · бял цар на черно поле g1 | черен топ на бяло поле a8 · черен топ на бяло поле e8 · черен кон на черно поле f8 · черен цар на бяло поле g8 · черна пешка на черно поле a7 · черен офицер на бяло поле b7 · черна пешка на бяло поле f7 · черна пешка на черно поле g7 · черна пешка на черно поле d6 · черна пешка на бяло поле e6 · черна пешка на черно поле h6 · черна дама на бяло поле b5 · бял офицер на черно поле g5 · бяла дама на бяло поле h5 · бяла пешка на черно поле b4 · бяла пешка на черно поле d4 · бял кон на черно поле e3 · бял топ на черно поле g3 · бяла пешка на бяло поле a2 · бяла пешка на черно поле f2 · бяла пешка на бяло поле g2 · бяла пешка на черно поле h2 · бял топ на черно поле e1 · бял цар на черно поле g1 | черен топ на бяло поле a8 · черен топ на бяло поле e8 · черен кон на черно поле f8 · черен цар на бяло поле g8 · черна пешка на черно поле a7 · черен офицер на бяло поле b7 · черна пешка на бяло поле f7 · черна пешка на черно поле g7 · черна пешка на черно поле d6 · черна пешка на бяло поле e6 · черна пешка на черно поле h6 · черна дама на бяло поле b5 · бял офицер на черно поле g5 · бяла дама на бяло поле h5 · бяла пешка на черно поле b4 · бяла пешка на черно поле d4 · бял кон на черно поле e3 · бял топ на черно поле g3 · бяла пешка на бяло поле a2 · бяла пешка на черно поле f2 · бяла пешка на бяло поле g2 · бяла пешка на черно поле h2 · бял топ на черно поле e1 · бял цар на черно поле g1 | черен топ на бяло поле a8 · черен топ на бяло поле e8 · черен кон на черно поле f8 · черен цар на бяло поле g8 · черна пешка на черно поле a7 · черен офицер на бяло поле b7 · черна пешка на бяло поле f7 · черна пешка на черно поле g7 · черна пешка на черно поле d6 · черна пешка на бяло поле e6 · черна пешка на черно поле h6 · черна дама на бяло поле b5 · бял офицер на черно поле g5 · бяла дама на бяло поле h5 · бяла пешка на черно поле b4 · бяла пешка на черно поле d4 · бял кон на черно поле e3 · бял топ на черно поле g3 · бяла пешка на бяло поле a2 · бяла пешка на черно поле f2 · бяла пешка на бяло поле g2 · бяла пешка на черно поле h2 · бял топ на черно поле e1 · бял цар на черно поле g1 | 1 |
|   | a | b | c | d | e | f | g | h |   |

Класически пример за „мелница“ е краят на партията Карлос Торре – Емануел Ласкер (Москва, 1925 г.). Правилното продължение е 22...f6 23.Кc4! Тed8 24.Кe3 Дg6 (сега офицерът на белите ще бъде хванат в капан след 25.Д:g6 К:g6) Но белите имат 25.О:f6! Д:f6 26.Кg4! последвано от Кh6+ с равенство чрез вечен шах. Вместо това черните играят грешния ход 22.... h6?? Следва 23.Кс4! Дd5 
24. Ke3! Дd5-b5 В позицията на диаграма 1 черната дама остава незащитена и е нападната с жертва на бялата дама:
25. Og5-f6!! Дb5:h5 Принудително.

26. Tg3:g7+ Цg8-h8 ; 27. Tg7:f7+ Цh8-g8

28. Tf7-g7+ Цg8-h8 ; 29. Tg7:b7+ Цh8-g8

30. Tb7-g7+ Цg8-h8 ; 31. Tg7-g5+ Цh8-h7

32. Tg5:h5 и белите печелят.
Герасимов – Смислов
|   | a | b | c | d | e | f | g | h |   |
| 8 | черен топ на бяло поле a8 · черен топ на черно поле d8 · черен цар на бяло поле g8 · черен офицер на бяло поле b7 · черна пешка на бяло поле f7 · черна пешка на черно поле g7 · черна пешка на бяло поле h7 · черна пешка на бяло поле a6 · черна пешка на черно поле b6 · черна дама на бяло поле c6 · черна пешка на бяло поле e6 · бяла пешка на черно поле e5 · бял кон на бяло поле a4 · бяла пешка на бяло поле c4 · черен офицер на черно поле f4 · черен кон на бяло поле g4 · бяла пешка на черно поле a3 · бяла дама на бяло поле b3 · бяла пешка на бяло поле h3 · бял офицер на черно поле b2 · бяла пешка на черно поле f2 · бяла пешка на бяло поле g2 · бял топ на черно поле a1 · бял топ на черно поле e1 · бял офицер на бяло поле f1 · бял цар на черно поле g1 | черен топ на бяло поле a8 · черен топ на черно поле d8 · черен цар на бяло поле g8 · черен офицер на бяло поле b7 · черна пешка на бяло поле f7 · черна пешка на черно поле g7 · черна пешка на бяло поле h7 · черна пешка на бяло поле a6 · черна пешка на черно поле b6 · черна дама на бяло поле c6 · черна пешка на бяло поле e6 · бяла пешка на черно поле e5 · бял кон на бяло поле a4 · бяла пешка на бяло поле c4 · черен офицер на черно поле f4 · черен кон на бяло поле g4 · бяла пешка на черно поле a3 · бяла дама на бяло поле b3 · бяла пешка на бяло поле h3 · бял офицер на черно поле b2 · бяла пешка на черно поле f2 · бяла пешка на бяло поле g2 · бял топ на черно поле a1 · бял топ на черно поле e1 · бял офицер на бяло поле f1 · бял цар на черно поле g1 | черен топ на бяло поле a8 · черен топ на черно поле d8 · черен цар на бяло поле g8 · черен офицер на бяло поле b7 · черна пешка на бяло поле f7 · черна пешка на черно поле g7 · черна пешка на бяло поле h7 · черна пешка на бяло поле a6 · черна пешка на черно поле b6 · черна дама на бяло поле c6 · черна пешка на бяло поле e6 · бяла пешка на черно поле e5 · бял кон на бяло поле a4 · бяла пешка на бяло поле c4 · черен офицер на черно поле f4 · черен кон на бяло поле g4 · бяла пешка на черно поле a3 · бяла дама на бяло поле b3 · бяла пешка на бяло поле h3 · бял офицер на черно поле b2 · бяла пешка на черно поле f2 · бяла пешка на бяло поле g2 · бял топ на черно поле a1 · бял топ на черно поле e1 · бял офицер на бяло поле f1 · бял цар на черно поле g1 | черен топ на бяло поле a8 · черен топ на черно поле d8 · черен цар на бяло поле g8 · черен офицер на бяло поле b7 · черна пешка на бяло поле f7 · черна пешка на черно поле g7 · черна пешка на бяло поле h7 · черна пешка на бяло поле a6 · черна пешка на черно поле b6 · черна дама на бяло поле c6 · черна пешка на бяло поле e6 · бяла пешка на черно поле e5 · бял кон на бяло поле a4 · бяла пешка на бяло поле c4 · черен офицер на черно поле f4 · черен кон на бяло поле g4 · бяла пешка на черно поле a3 · бяла дама на бяло поле b3 · бяла пешка на бяло поле h3 · бял офицер на черно поле b2 · бяла пешка на черно поле f2 · бяла пешка на бяло поле g2 · бял топ на черно поле a1 · бял топ на черно поле e1 · бял офицер на бяло поле f1 · бял цар на черно поле g1 | черен топ на бяло поле a8 · черен топ на черно поле d8 · черен цар на бяло поле g8 · черен офицер на бяло поле b7 · черна пешка на бяло поле f7 · черна пешка на черно поле g7 · черна пешка на бяло поле h7 · черна пешка на бяло поле a6 · черна пешка на черно поле b6 · черна дама на бяло поле c6 · черна пешка на бяло поле e6 · бяла пешка на черно поле e5 · бял кон на бяло поле a4 · бяла пешка на бяло поле c4 · черен офицер на черно поле f4 · черен кон на бяло поле g4 · бяла пешка на черно поле a3 · бяла дама на бяло поле b3 · бяла пешка на бяло поле h3 · бял офицер на черно поле b2 · бяла пешка на черно поле f2 · бяла пешка на бяло поле g2 · бял топ на черно поле a1 · бял топ на черно поле e1 · бял офицер на бяло поле f1 · бял цар на черно поле g1 | черен топ на бяло поле a8 · черен топ на черно поле d8 · черен цар на бяло поле g8 · черен офицер на бяло поле b7 · черна пешка на бяло поле f7 · черна пешка на черно поле g7 · черна пешка на бяло поле h7 · черна пешка на бяло поле a6 · черна пешка на черно поле b6 · черна дама на бяло поле c6 · черна пешка на бяло поле e6 · бяла пешка на черно поле e5 · бял кон на бяло поле a4 · бяла пешка на бяло поле c4 · черен офицер на черно поле f4 · черен кон на бяло поле g4 · бяла пешка на черно поле a3 · бяла дама на бяло поле b3 · бяла пешка на бяло поле h3 · бял офицер на черно поле b2 · бяла пешка на черно поле f2 · бяла пешка на бяло поле g2 · бял топ на черно поле a1 · бял топ на черно поле e1 · бял офицер на бяло поле f1 · бял цар на черно поле g1 | черен топ на бяло поле a8 · черен топ на черно поле d8 · черен цар на бяло поле g8 · черен офицер на бяло поле b7 · черна пешка на бяло поле f7 · черна пешка на черно поле g7 · черна пешка на бяло поле h7 · черна пешка на бяло поле a6 · черна пешка на черно поле b6 · черна дама на бяло поле c6 · черна пешка на бяло поле e6 · бяла пешка на черно поле e5 · бял кон на бяло поле a4 · бяла пешка на бяло поле c4 · черен офицер на черно поле f4 · черен кон на бяло поле g4 · бяла пешка на черно поле a3 · бяла дама на бяло поле b3 · бяла пешка на бяло поле h3 · бял офицер на черно поле b2 · бяла пешка на черно поле f2 · бяла пешка на бяло поле g2 · бял топ на черно поле a1 · бял топ на черно поле e1 · бял офицер на бяло поле f1 · бял цар на черно поле g1 | черен топ на бяло поле a8 · черен топ на черно поле d8 · черен цар на бяло поле g8 · черен офицер на бяло поле b7 · черна пешка на бяло поле f7 · черна пешка на черно поле g7 · черна пешка на бяло поле h7 · черна пешка на бяло поле a6 · черна пешка на черно поле b6 · черна дама на бяло поле c6 · черна пешка на бяло поле e6 · бяла пешка на черно поле e5 · бял кон на бяло поле a4 · бяла пешка на бяло поле c4 · черен офицер на черно поле f4 · черен кон на бяло поле g4 · бяла пешка на черно поле a3 · бяла дама на бяло поле b3 · бяла пешка на бяло поле h3 · бял офицер на черно поле b2 · бяла пешка на черно поле f2 · бяла пешка на бяло поле g2 · бял топ на черно поле a1 · бял топ на черно поле e1 · бял офицер на бяло поле f1 · бял цар на черно поле g1 | 8 |
| 7 | черен топ на бяло поле a8 · черен топ на черно поле d8 · черен цар на бяло поле g8 · черен офицер на бяло поле b7 · черна пешка на бяло поле f7 · черна пешка на черно поле g7 · черна пешка на бяло поле h7 · черна пешка на бяло поле a6 · черна пешка на черно поле b6 · черна дама на бяло поле c6 · черна пешка на бяло поле e6 · бяла пешка на черно поле e5 · бял кон на бяло поле a4 · бяла пешка на бяло поле c4 · черен офицер на черно поле f4 · черен кон на бяло поле g4 · бяла пешка на черно поле a3 · бяла дама на бяло поле b3 · бяла пешка на бяло поле h3 · бял офицер на черно поле b2 · бяла пешка на черно поле f2 · бяла пешка на бяло поле g2 · бял топ на черно поле a1 · бял топ на черно поле e1 · бял офицер на бяло поле f1 · бял цар на черно поле g1 | черен топ на бяло поле a8 · черен топ на черно поле d8 · черен цар на бяло поле g8 · черен офицер на бяло поле b7 · черна пешка на бяло поле f7 · черна пешка на черно поле g7 · черна пешка на бяло поле h7 · черна пешка на бяло поле a6 · черна пешка на черно поле b6 · черна дама на бяло поле c6 · черна пешка на бяло поле e6 · бяла пешка на черно поле e5 · бял кон на бяло поле a4 · бяла пешка на бяло поле c4 · черен офицер на черно поле f4 · черен кон на бяло поле g4 · бяла пешка на черно поле a3 · бяла дама на бяло поле b3 · бяла пешка на бяло поле h3 · бял офицер на черно поле b2 · бяла пешка на черно поле f2 · бяла пешка на бяло поле g2 · бял топ на черно поле a1 · бял топ на черно поле e1 · бял офицер на бяло поле f1 · бял цар на черно поле g1 | черен топ на бяло поле a8 · черен топ на черно поле d8 · черен цар на бяло поле g8 · черен офицер на бяло поле b7 · черна пешка на бяло поле f7 · черна пешка на черно поле g7 · черна пешка на бяло поле h7 · черна пешка на бяло поле a6 · черна пешка на черно поле b6 · черна дама на бяло поле c6 · черна пешка на бяло поле e6 · бяла пешка на черно поле e5 · бял кон на бяло поле a4 · бяла пешка на бяло поле c4 · черен офицер на черно поле f4 · черен кон на бяло поле g4 · бяла пешка на черно поле a3 · бяла дама на бяло поле b3 · бяла пешка на бяло поле h3 · бял офицер на черно поле b2 · бяла пешка на черно поле f2 · бяла пешка на бяло поле g2 · бял топ на черно поле a1 · бял топ на черно поле e1 · бял офицер на бяло поле f1 · бял цар на черно поле g1 | черен топ на бяло поле a8 · черен топ на черно поле d8 · черен цар на бяло поле g8 · черен офицер на бяло поле b7 · черна пешка на бяло поле f7 · черна пешка на черно поле g7 · черна пешка на бяло поле h7 · черна пешка на бяло поле a6 · черна пешка на черно поле b6 · черна дама на бяло поле c6 · черна пешка на бяло поле e6 · бяла пешка на черно поле e5 · бял кон на бяло поле a4 · бяла пешка на бяло поле c4 · черен офицер на черно поле f4 · черен кон на бяло поле g4 · бяла пешка на черно поле a3 · бяла дама на бяло поле b3 · бяла пешка на бяло поле h3 · бял офицер на черно поле b2 · бяла пешка на черно поле f2 · бяла пешка на бяло поле g2 · бял топ на черно поле a1 · бял топ на черно поле e1 · бял офицер на бяло поле f1 · бял цар на черно поле g1 | черен топ на бяло поле a8 · черен топ на черно поле d8 · черен цар на бяло поле g8 · черен офицер на бяло поле b7 · черна пешка на бяло поле f7 · черна пешка на черно поле g7 · черна пешка на бяло поле h7 · черна пешка на бяло поле a6 · черна пешка на черно поле b6 · черна дама на бяло поле c6 · черна пешка на бяло поле e6 · бяла пешка на черно поле e5 · бял кон на бяло поле a4 · бяла пешка на бяло поле c4 · черен офицер на черно поле f4 · черен кон на бяло поле g4 · бяла пешка на черно поле a3 · бяла дама на бяло поле b3 · бяла пешка на бяло поле h3 · бял офицер на черно поле b2 · бяла пешка на черно поле f2 · бяла пешка на бяло поле g2 · бял топ на черно поле a1 · бял топ на черно поле e1 · бял офицер на бяло поле f1 · бял цар на черно поле g1 | черен топ на бяло поле a8 · черен топ на черно поле d8 · черен цар на бяло поле g8 · черен офицер на бяло поле b7 · черна пешка на бяло поле f7 · черна пешка на черно поле g7 · черна пешка на бяло поле h7 · черна пешка на бяло поле a6 · черна пешка на черно поле b6 · черна дама на бяло поле c6 · черна пешка на бяло поле e6 · бяла пешка на черно поле e5 · бял кон на бяло поле a4 · бяла пешка на бяло поле c4 · черен офицер на черно поле f4 · черен кон на бяло поле g4 · бяла пешка на черно поле a3 · бяла дама на бяло поле b3 · бяла пешка на бяло поле h3 · бял офицер на черно поле b2 · бяла пешка на черно поле f2 · бяла пешка на бяло поле g2 · бял топ на черно поле a1 · бял топ на черно поле e1 · бял офицер на бяло поле f1 · бял цар на черно поле g1 | черен топ на бяло поле a8 · черен топ на черно поле d8 · черен цар на бяло поле g8 · черен офицер на бяло поле b7 · черна пешка на бяло поле f7 · черна пешка на черно поле g7 · черна пешка на бяло поле h7 · черна пешка на бяло поле a6 · черна пешка на черно поле b6 · черна дама на бяло поле c6 · черна пешка на бяло поле e6 · бяла пешка на черно поле e5 · бял кон на бяло поле a4 · бяла пешка на бяло поле c4 · черен офицер на черно поле f4 · черен кон на бяло поле g4 · бяла пешка на черно поле a3 · бяла дама на бяло поле b3 · бяла пешка на бяло поле h3 · бял офицер на черно поле b2 · бяла пешка на черно поле f2 · бяла пешка на бяло поле g2 · бял топ на черно поле a1 · бял топ на черно поле e1 · бял офицер на бяло поле f1 · бял цар на черно поле g1 | черен топ на бяло поле a8 · черен топ на черно поле d8 · черен цар на бяло поле g8 · черен офицер на бяло поле b7 · черна пешка на бяло поле f7 · черна пешка на черно поле g7 · черна пешка на бяло поле h7 · черна пешка на бяло поле a6 · черна пешка на черно поле b6 · черна дама на бяло поле c6 · черна пешка на бяло поле e6 · бяла пешка на черно поле e5 · бял кон на бяло поле a4 · бяла пешка на бяло поле c4 · черен офицер на черно поле f4 · черен кон на бяло поле g4 · бяла пешка на черно поле a3 · бяла дама на бяло поле b3 · бяла пешка на бяло поле h3 · бял офицер на черно поле b2 · бяла пешка на черно поле f2 · бяла пешка на бяло поле g2 · бял топ на черно поле a1 · бял топ на черно поле e1 · бял офицер на бяло поле f1 · бял цар на черно поле g1 | 7 |
| 6 | черен топ на бяло поле a8 · черен топ на черно поле d8 · черен цар на бяло поле g8 · черен офицер на бяло поле b7 · черна пешка на бяло поле f7 · черна пешка на черно поле g7 · черна пешка на бяло поле h7 · черна пешка на бяло поле a6 · черна пешка на черно поле b6 · черна дама на бяло поле c6 · черна пешка на бяло поле e6 · бяла пешка на черно поле e5 · бял кон на бяло поле a4 · бяла пешка на бяло поле c4 · черен офицер на черно поле f4 · черен кон на бяло поле g4 · бяла пешка на черно поле a3 · бяла дама на бяло поле b3 · бяла пешка на бяло поле h3 · бял офицер на черно поле b2 · бяла пешка на черно поле f2 · бяла пешка на бяло поле g2 · бял топ на черно поле a1 · бял топ на черно поле e1 · бял офицер на бяло поле f1 · бял цар на черно поле g1 | черен топ на бяло поле a8 · черен топ на черно поле d8 · черен цар на бяло поле g8 · черен офицер на бяло поле b7 · черна пешка на бяло поле f7 · черна пешка на черно поле g7 · черна пешка на бяло поле h7 · черна пешка на бяло поле a6 · черна пешка на черно поле b6 · черна дама на бяло поле c6 · черна пешка на бяло поле e6 · бяла пешка на черно поле e5 · бял кон на бяло поле a4 · бяла пешка на бяло поле c4 · черен офицер на черно поле f4 · черен кон на бяло поле g4 · бяла пешка на черно поле a3 · бяла дама на бяло поле b3 · бяла пешка на бяло поле h3 · бял офицер на черно поле b2 · бяла пешка на черно поле f2 · бяла пешка на бяло поле g2 · бял топ на черно поле a1 · бял топ на черно поле e1 · бял офицер на бяло поле f1 · бял цар на черно поле g1 | черен топ на бяло поле a8 · черен топ на черно поле d8 · черен цар на бяло поле g8 · черен офицер на бяло поле b7 · черна пешка на бяло поле f7 · черна пешка на черно поле g7 · черна пешка на бяло поле h7 · черна пешка на бяло поле a6 · черна пешка на черно поле b6 · черна дама на бяло поле c6 · черна пешка на бяло поле e6 · бяла пешка на черно поле e5 · бял кон на бяло поле a4 · бяла пешка на бяло поле c4 · черен офицер на черно поле f4 · черен кон на бяло поле g4 · бяла пешка на черно поле a3 · бяла дама на бяло поле b3 · бяла пешка на бяло поле h3 · бял офицер на черно поле b2 · бяла пешка на черно поле f2 · бяла пешка на бяло поле g2 · бял топ на черно поле a1 · бял топ на черно поле e1 · бял офицер на бяло поле f1 · бял цар на черно поле g1 | черен топ на бяло поле a8 · черен топ на черно поле d8 · черен цар на бяло поле g8 · черен офицер на бяло поле b7 · черна пешка на бяло поле f7 · черна пешка на черно поле g7 · черна пешка на бяло поле h7 · черна пешка на бяло поле a6 · черна пешка на черно поле b6 · черна дама на бяло поле c6 · черна пешка на бяло поле e6 · бяла пешка на черно поле e5 · бял кон на бяло поле a4 · бяла пешка на бяло поле c4 · черен офицер на черно поле f4 · черен кон на бяло поле g4 · бяла пешка на черно поле a3 · бяла дама на бяло поле b3 · бяла пешка на бяло поле h3 · бял офицер на черно поле b2 · бяла пешка на черно поле f2 · бяла пешка на бяло поле g2 · бял топ на черно поле a1 · бял топ на черно поле e1 · бял офицер на бяло поле f1 · бял цар на черно поле g1 | черен топ на бяло поле a8 · черен топ на черно поле d8 · черен цар на бяло поле g8 · черен офицер на бяло поле b7 · черна пешка на бяло поле f7 · черна пешка на черно поле g7 · черна пешка на бяло поле h7 · черна пешка на бяло поле a6 · черна пешка на черно поле b6 · черна дама на бяло поле c6 · черна пешка на бяло поле e6 · бяла пешка на черно поле e5 · бял кон на бяло поле a4 · бяла пешка на бяло поле c4 · черен офицер на черно поле f4 · черен кон на бяло поле g4 · бяла пешка на черно поле a3 · бяла дама на бяло поле b3 · бяла пешка на бяло поле h3 · бял офицер на черно поле b2 · бяла пешка на черно поле f2 · бяла пешка на бяло поле g2 · бял топ на черно поле a1 · бял топ на черно поле e1 · бял офицер на бяло поле f1 · бял цар на черно поле g1 | черен топ на бяло поле a8 · черен топ на черно поле d8 · черен цар на бяло поле g8 · черен офицер на бяло поле b7 · черна пешка на бяло поле f7 · черна пешка на черно поле g7 · черна пешка на бяло поле h7 · черна пешка на бяло поле a6 · черна пешка на черно поле b6 · черна дама на бяло поле c6 · черна пешка на бяло поле e6 · бяла пешка на черно поле e5 · бял кон на бяло поле a4 · бяла пешка на бяло поле c4 · черен офицер на черно поле f4 · черен кон на бяло поле g4 · бяла пешка на черно поле a3 · бяла дама на бяло поле b3 · бяла пешка на бяло поле h3 · бял офицер на черно поле b2 · бяла пешка на черно поле f2 · бяла пешка на бяло поле g2 · бял топ на черно поле a1 · бял топ на черно поле e1 · бял офицер на бяло поле f1 · бял цар на черно поле g1 | черен топ на бяло поле a8 · черен топ на черно поле d8 · черен цар на бяло поле g8 · черен офицер на бяло поле b7 · черна пешка на бяло поле f7 · черна пешка на черно поле g7 · черна пешка на бяло поле h7 · черна пешка на бяло поле a6 · черна пешка на черно поле b6 · черна дама на бяло поле c6 · черна пешка на бяло поле e6 · бяла пешка на черно поле e5 · бял кон на бяло поле a4 · бяла пешка на бяло поле c4 · черен офицер на черно поле f4 · черен кон на бяло поле g4 · бяла пешка на черно поле a3 · бяла дама на бяло поле b3 · бяла пешка на бяло поле h3 · бял офицер на черно поле b2 · бяла пешка на черно поле f2 · бяла пешка на бяло поле g2 · бял топ на черно поле a1 · бял топ на черно поле e1 · бял офицер на бяло поле f1 · бял цар на черно поле g1 | черен топ на бяло поле a8 · черен топ на черно поле d8 · черен цар на бяло поле g8 · черен офицер на бяло поле b7 · черна пешка на бяло поле f7 · черна пешка на черно поле g7 · черна пешка на бяло поле h7 · черна пешка на бяло поле a6 · черна пешка на черно поле b6 · черна дама на бяло поле c6 · черна пешка на бяло поле e6 · бяла пешка на черно поле e5 · бял кон на бяло поле a4 · бяла пешка на бяло поле c4 · черен офицер на черно поле f4 · черен кон на бяло поле g4 · бяла пешка на черно поле a3 · бяла дама на бяло поле b3 · бяла пешка на бяло поле h3 · бял офицер на черно поле b2 · бяла пешка на черно поле f2 · бяла пешка на бяло поле g2 · бял топ на черно поле a1 · бял топ на черно поле e1 · бял офицер на бяло поле f1 · бял цар на черно поле g1 | 6 |
| 5 | черен топ на бяло поле a8 · черен топ на черно поле d8 · черен цар на бяло поле g8 · черен офицер на бяло поле b7 · черна пешка на бяло поле f7 · черна пешка на черно поле g7 · черна пешка на бяло поле h7 · черна пешка на бяло поле a6 · черна пешка на черно поле b6 · черна дама на бяло поле c6 · черна пешка на бяло поле e6 · бяла пешка на черно поле e5 · бял кон на бяло поле a4 · бяла пешка на бяло поле c4 · черен офицер на черно поле f4 · черен кон на бяло поле g4 · бяла пешка на черно поле a3 · бяла дама на бяло поле b3 · бяла пешка на бяло поле h3 · бял офицер на черно поле b2 · бяла пешка на черно поле f2 · бяла пешка на бяло поле g2 · бял топ на черно поле a1 · бял топ на черно поле e1 · бял офицер на бяло поле f1 · бял цар на черно поле g1 | черен топ на бяло поле a8 · черен топ на черно поле d8 · черен цар на бяло поле g8 · черен офицер на бяло поле b7 · черна пешка на бяло поле f7 · черна пешка на черно поле g7 · черна пешка на бяло поле h7 · черна пешка на бяло поле a6 · черна пешка на черно поле b6 · черна дама на бяло поле c6 · черна пешка на бяло поле e6 · бяла пешка на черно поле e5 · бял кон на бяло поле a4 · бяла пешка на бяло поле c4 · черен офицер на черно поле f4 · черен кон на бяло поле g4 · бяла пешка на черно поле a3 · бяла дама на бяло поле b3 · бяла пешка на бяло поле h3 · бял офицер на черно поле b2 · бяла пешка на черно поле f2 · бяла пешка на бяло поле g2 · бял топ на черно поле a1 · бял топ на черно поле e1 · бял офицер на бяло поле f1 · бял цар на черно поле g1 | черен топ на бяло поле a8 · черен топ на черно поле d8 · черен цар на бяло поле g8 · черен офицер на бяло поле b7 · черна пешка на бяло поле f7 · черна пешка на черно поле g7 · черна пешка на бяло поле h7 · черна пешка на бяло поле a6 · черна пешка на черно поле b6 · черна дама на бяло поле c6 · черна пешка на бяло поле e6 · бяла пешка на черно поле e5 · бял кон на бяло поле a4 · бяла пешка на бяло поле c4 · черен офицер на черно поле f4 · черен кон на бяло поле g4 · бяла пешка на черно поле a3 · бяла дама на бяло поле b3 · бяла пешка на бяло поле h3 · бял офицер на черно поле b2 · бяла пешка на черно поле f2 · бяла пешка на бяло поле g2 · бял топ на черно поле a1 · бял топ на черно поле e1 · бял офицер на бяло поле f1 · бял цар на черно поле g1 | черен топ на бяло поле a8 · черен топ на черно поле d8 · черен цар на бяло поле g8 · черен офицер на бяло поле b7 · черна пешка на бяло поле f7 · черна пешка на черно поле g7 · черна пешка на бяло поле h7 · черна пешка на бяло поле a6 · черна пешка на черно поле b6 · черна дама на бяло поле c6 · черна пешка на бяло поле e6 · бяла пешка на черно поле e5 · бял кон на бяло поле a4 · бяла пешка на бяло поле c4 · черен офицер на черно поле f4 · черен кон на бяло поле g4 · бяла пешка на черно поле a3 · бяла дама на бяло поле b3 · бяла пешка на бяло поле h3 · бял офицер на черно поле b2 · бяла пешка на черно поле f2 · бяла пешка на бяло поле g2 · бял топ на черно поле a1 · бял топ на черно поле e1 · бял офицер на бяло поле f1 · бял цар на черно поле g1 | черен топ на бяло поле a8 · черен топ на черно поле d8 · черен цар на бяло поле g8 · черен офицер на бяло поле b7 · черна пешка на бяло поле f7 · черна пешка на черно поле g7 · черна пешка на бяло поле h7 · черна пешка на бяло поле a6 · черна пешка на черно поле b6 · черна дама на бяло поле c6 · черна пешка на бяло поле e6 · бяла пешка на черно поле e5 · бял кон на бяло поле a4 · бяла пешка на бяло поле c4 · черен офицер на черно поле f4 · черен кон на бяло поле g4 · бяла пешка на черно поле a3 · бяла дама на бяло поле b3 · бяла пешка на бяло поле h3 · бял офицер на черно поле b2 · бяла пешка на черно поле f2 · бяла пешка на бяло поле g2 · бял топ на черно поле a1 · бял топ на черно поле e1 · бял офицер на бяло поле f1 · бял цар на черно поле g1 | черен топ на бяло поле a8 · черен топ на черно поле d8 · черен цар на бяло поле g8 · черен офицер на бяло поле b7 · черна пешка на бяло поле f7 · черна пешка на черно поле g7 · черна пешка на бяло поле h7 · черна пешка на бяло поле a6 · черна пешка на черно поле b6 · черна дама на бяло поле c6 · черна пешка на бяло поле e6 · бяла пешка на черно поле e5 · бял кон на бяло поле a4 · бяла пешка на бяло поле c4 · черен офицер на черно поле f4 · черен кон на бяло поле g4 · бяла пешка на черно поле a3 · бяла дама на бяло поле b3 · бяла пешка на бяло поле h3 · бял офицер на черно поле b2 · бяла пешка на черно поле f2 · бяла пешка на бяло поле g2 · бял топ на черно поле a1 · бял топ на черно поле e1 · бял офицер на бяло поле f1 · бял цар на черно поле g1 | черен топ на бяло поле a8 · черен топ на черно поле d8 · черен цар на бяло поле g8 · черен офицер на бяло поле b7 · черна пешка на бяло поле f7 · черна пешка на черно поле g7 · черна пешка на бяло поле h7 · черна пешка на бяло поле a6 · черна пешка на черно поле b6 · черна дама на бяло поле c6 · черна пешка на бяло поле e6 · бяла пешка на черно поле e5 · бял кон на бяло поле a4 · бяла пешка на бяло поле c4 · черен офицер на черно поле f4 · черен кон на бяло поле g4 · бяла пешка на черно поле a3 · бяла дама на бяло поле b3 · бяла пешка на бяло поле h3 · бял офицер на черно поле b2 · бяла пешка на черно поле f2 · бяла пешка на бяло поле g2 · бял топ на черно поле a1 · бял топ на черно поле e1 · бял офицер на бяло поле f1 · бял цар на черно поле g1 | черен топ на бяло поле a8 · черен топ на черно поле d8 · черен цар на бяло поле g8 · черен офицер на бяло поле b7 · черна пешка на бяло поле f7 · черна пешка на черно поле g7 · черна пешка на бяло поле h7 · черна пешка на бяло поле a6 · черна пешка на черно поле b6 · черна дама на бяло поле c6 · черна пешка на бяло поле e6 · бяла пешка на черно поле e5 · бял кон на бяло поле a4 · бяла пешка на бяло поле c4 · черен офицер на черно поле f4 · черен кон на бяло поле g4 · бяла пешка на черно поле a3 · бяла дама на бяло поле b3 · бяла пешка на бяло поле h3 · бял офицер на черно поле b2 · бяла пешка на черно поле f2 · бяла пешка на бяло поле g2 · бял топ на черно поле a1 · бял топ на черно поле e1 · бял офицер на бяло поле f1 · бял цар на черно поле g1 | 5 |
| 4 | черен топ на бяло поле a8 · черен топ на черно поле d8 · черен цар на бяло поле g8 · черен офицер на бяло поле b7 · черна пешка на бяло поле f7 · черна пешка на черно поле g7 · черна пешка на бяло поле h7 · черна пешка на бяло поле a6 · черна пешка на черно поле b6 · черна дама на бяло поле c6 · черна пешка на бяло поле e6 · бяла пешка на черно поле e5 · бял кон на бяло поле a4 · бяла пешка на бяло поле c4 · черен офицер на черно поле f4 · черен кон на бяло поле g4 · бяла пешка на черно поле a3 · бяла дама на бяло поле b3 · бяла пешка на бяло поле h3 · бял офицер на черно поле b2 · бяла пешка на черно поле f2 · бяла пешка на бяло поле g2 · бял топ на черно поле a1 · бял топ на черно поле e1 · бял офицер на бяло поле f1 · бял цар на черно поле g1 | черен топ на бяло поле a8 · черен топ на черно поле d8 · черен цар на бяло поле g8 · черен офицер на бяло поле b7 · черна пешка на бяло поле f7 · черна пешка на черно поле g7 · черна пешка на бяло поле h7 · черна пешка на бяло поле a6 · черна пешка на черно поле b6 · черна дама на бяло поле c6 · черна пешка на бяло поле e6 · бяла пешка на черно поле e5 · бял кон на бяло поле a4 · бяла пешка на бяло поле c4 · черен офицер на черно поле f4 · черен кон на бяло поле g4 · бяла пешка на черно поле a3 · бяла дама на бяло поле b3 · бяла пешка на бяло поле h3 · бял офицер на черно поле b2 · бяла пешка на черно поле f2 · бяла пешка на бяло поле g2 · бял топ на черно поле a1 · бял топ на черно поле e1 · бял офицер на бяло поле f1 · бял цар на черно поле g1 | черен топ на бяло поле a8 · черен топ на черно поле d8 · черен цар на бяло поле g8 · черен офицер на бяло поле b7 · черна пешка на бяло поле f7 · черна пешка на черно поле g7 · черна пешка на бяло поле h7 · черна пешка на бяло поле a6 · черна пешка на черно поле b6 · черна дама на бяло поле c6 · черна пешка на бяло поле e6 · бяла пешка на черно поле e5 · бял кон на бяло поле a4 · бяла пешка на бяло поле c4 · черен офицер на черно поле f4 · черен кон на бяло поле g4 · бяла пешка на черно поле a3 · бяла дама на бяло поле b3 · бяла пешка на бяло поле h3 · бял офицер на черно поле b2 · бяла пешка на черно поле f2 · бяла пешка на бяло поле g2 · бял топ на черно поле a1 · бял топ на черно поле e1 · бял офицер на бяло поле f1 · бял цар на черно поле g1 | черен топ на бяло поле a8 · черен топ на черно поле d8 · черен цар на бяло поле g8 · черен офицер на бяло поле b7 · черна пешка на бяло поле f7 · черна пешка на черно поле g7 · черна пешка на бяло поле h7 · черна пешка на бяло поле a6 · черна пешка на черно поле b6 · черна дама на бяло поле c6 · черна пешка на бяло поле e6 · бяла пешка на черно поле e5 · бял кон на бяло поле a4 · бяла пешка на бяло поле c4 · черен офицер на черно поле f4 · черен кон на бяло поле g4 · бяла пешка на черно поле a3 · бяла дама на бяло поле b3 · бяла пешка на бяло поле h3 · бял офицер на черно поле b2 · бяла пешка на черно поле f2 · бяла пешка на бяло поле g2 · бял топ на черно поле a1 · бял топ на черно поле e1 · бял офицер на бяло поле f1 · бял цар на черно поле g1 | черен топ на бяло поле a8 · черен топ на черно поле d8 · черен цар на бяло поле g8 · черен офицер на бяло поле b7 · черна пешка на бяло поле f7 · черна пешка на черно поле g7 · черна пешка на бяло поле h7 · черна пешка на бяло поле a6 · черна пешка на черно поле b6 · черна дама на бяло поле c6 · черна пешка на бяло поле e6 · бяла пешка на черно поле e5 · бял кон на бяло поле a4 · бяла пешка на бяло поле c4 · черен офицер на черно поле f4 · черен кон на бяло поле g4 · бяла пешка на черно поле a3 · бяла дама на бяло поле b3 · бяла пешка на бяло поле h3 · бял офицер на черно поле b2 · бяла пешка на черно поле f2 · бяла пешка на бяло поле g2 · бял топ на черно поле a1 · бял топ на черно поле e1 · бял офицер на бяло поле f1 · бял цар на черно поле g1 | черен топ на бяло поле a8 · черен топ на черно поле d8 · черен цар на бяло поле g8 · черен офицер на бяло поле b7 · черна пешка на бяло поле f7 · черна пешка на черно поле g7 · черна пешка на бяло поле h7 · черна пешка на бяло поле a6 · черна пешка на черно поле b6 · черна дама на бяло поле c6 · черна пешка на бяло поле e6 · бяла пешка на черно поле e5 · бял кон на бяло поле a4 · бяла пешка на бяло поле c4 · черен офицер на черно поле f4 · черен кон на бяло поле g4 · бяла пешка на черно поле a3 · бяла дама на бяло поле b3 · бяла пешка на бяло поле h3 · бял офицер на черно поле b2 · бяла пешка на черно поле f2 · бяла пешка на бяло поле g2 · бял топ на черно поле a1 · бял топ на черно поле e1 · бял офицер на бяло поле f1 · бял цар на черно поле g1 | черен топ на бяло поле a8 · черен топ на черно поле d8 · черен цар на бяло поле g8 · черен офицер на бяло поле b7 · черна пешка на бяло поле f7 · черна пешка на черно поле g7 · черна пешка на бяло поле h7 · черна пешка на бяло поле a6 · черна пешка на черно поле b6 · черна дама на бяло поле c6 · черна пешка на бяло поле e6 · бяла пешка на черно поле e5 · бял кон на бяло поле a4 · бяла пешка на бяло поле c4 · черен офицер на черно поле f4 · черен кон на бяло поле g4 · бяла пешка на черно поле a3 · бяла дама на бяло поле b3 · бяла пешка на бяло поле h3 · бял офицер на черно поле b2 · бяла пешка на черно поле f2 · бяла пешка на бяло поле g2 · бял топ на черно поле a1 · бял топ на черно поле e1 · бял офицер на бяло поле f1 · бял цар на черно поле g1 | черен топ на бяло поле a8 · черен топ на черно поле d8 · черен цар на бяло поле g8 · черен офицер на бяло поле b7 · черна пешка на бяло поле f7 · черна пешка на черно поле g7 · черна пешка на бяло поле h7 · черна пешка на бяло поле a6 · черна пешка на черно поле b6 · черна дама на бяло поле c6 · черна пешка на бяло поле e6 · бяла пешка на черно поле e5 · бял кон на бяло поле a4 · бяла пешка на бяло поле c4 · черен офицер на черно поле f4 · черен кон на бяло поле g4 · бяла пешка на черно поле a3 · бяла дама на бяло поле b3 · бяла пешка на бяло поле h3 · бял офицер на черно поле b2 · бяла пешка на черно поле f2 · бяла пешка на бяло поле g2 · бял топ на черно поле a1 · бял топ на черно поле e1 · бял офицер на бяло поле f1 · бял цар на черно поле g1 | 4 |
| 3 | черен топ на бяло поле a8 · черен топ на черно поле d8 · черен цар на бяло поле g8 · черен офицер на бяло поле b7 · черна пешка на бяло поле f7 · черна пешка на черно поле g7 · черна пешка на бяло поле h7 · черна пешка на бяло поле a6 · черна пешка на черно поле b6 · черна дама на бяло поле c6 · черна пешка на бяло поле e6 · бяла пешка на черно поле e5 · бял кон на бяло поле a4 · бяла пешка на бяло поле c4 · черен офицер на черно поле f4 · черен кон на бяло поле g4 · бяла пешка на черно поле a3 · бяла дама на бяло поле b3 · бяла пешка на бяло поле h3 · бял офицер на черно поле b2 · бяла пешка на черно поле f2 · бяла пешка на бяло поле g2 · бял топ на черно поле a1 · бял топ на черно поле e1 · бял офицер на бяло поле f1 · бял цар на черно поле g1 | черен топ на бяло поле a8 · черен топ на черно поле d8 · черен цар на бяло поле g8 · черен офицер на бяло поле b7 · черна пешка на бяло поле f7 · черна пешка на черно поле g7 · черна пешка на бяло поле h7 · черна пешка на бяло поле a6 · черна пешка на черно поле b6 · черна дама на бяло поле c6 · черна пешка на бяло поле e6 · бяла пешка на черно поле e5 · бял кон на бяло поле a4 · бяла пешка на бяло поле c4 · черен офицер на черно поле f4 · черен кон на бяло поле g4 · бяла пешка на черно поле a3 · бяла дама на бяло поле b3 · бяла пешка на бяло поле h3 · бял офицер на черно поле b2 · бяла пешка на черно поле f2 · бяла пешка на бяло поле g2 · бял топ на черно поле a1 · бял топ на черно поле e1 · бял офицер на бяло поле f1 · бял цар на черно поле g1 | черен топ на бяло поле a8 · черен топ на черно поле d8 · черен цар на бяло поле g8 · черен офицер на бяло поле b7 · черна пешка на бяло поле f7 · черна пешка на черно поле g7 · черна пешка на бяло поле h7 · черна пешка на бяло поле a6 · черна пешка на черно поле b6 · черна дама на бяло поле c6 · черна пешка на бяло поле e6 · бяла пешка на черно поле e5 · бял кон на бяло поле a4 · бяла пешка на бяло поле c4 · черен офицер на черно поле f4 · черен кон на бяло поле g4 · бяла пешка на черно поле a3 · бяла дама на бяло поле b3 · бяла пешка на бяло поле h3 · бял офицер на черно поле b2 · бяла пешка на черно поле f2 · бяла пешка на бяло поле g2 · бял топ на черно поле a1 · бял топ на черно поле e1 · бял офицер на бяло поле f1 · бял цар на черно поле g1 | черен топ на бяло поле a8 · черен топ на черно поле d8 · черен цар на бяло поле g8 · черен офицер на бяло поле b7 · черна пешка на бяло поле f7 · черна пешка на черно поле g7 · черна пешка на бяло поле h7 · черна пешка на бяло поле a6 · черна пешка на черно поле b6 · черна дама на бяло поле c6 · черна пешка на бяло поле e6 · бяла пешка на черно поле e5 · бял кон на бяло поле a4 · бяла пешка на бяло поле c4 · черен офицер на черно поле f4 · черен кон на бяло поле g4 · бяла пешка на черно поле a3 · бяла дама на бяло поле b3 · бяла пешка на бяло поле h3 · бял офицер на черно поле b2 · бяла пешка на черно поле f2 · бяла пешка на бяло поле g2 · бял топ на черно поле a1 · бял топ на черно поле e1 · бял офицер на бяло поле f1 · бял цар на черно поле g1 | черен топ на бяло поле a8 · черен топ на черно поле d8 · черен цар на бяло поле g8 · черен офицер на бяло поле b7 · черна пешка на бяло поле f7 · черна пешка на черно поле g7 · черна пешка на бяло поле h7 · черна пешка на бяло поле a6 · черна пешка на черно поле b6 · черна дама на бяло поле c6 · черна пешка на бяло поле e6 · бяла пешка на черно поле e5 · бял кон на бяло поле a4 · бяла пешка на бяло поле c4 · черен офицер на черно поле f4 · черен кон на бяло поле g4 · бяла пешка на черно поле a3 · бяла дама на бяло поле b3 · бяла пешка на бяло поле h3 · бял офицер на черно поле b2 · бяла пешка на черно поле f2 · бяла пешка на бяло поле g2 · бял топ на черно поле a1 · бял топ на черно поле e1 · бял офицер на бяло поле f1 · бял цар на черно поле g1 | черен топ на бяло поле a8 · черен топ на черно поле d8 · черен цар на бяло поле g8 · черен офицер на бяло поле b7 · черна пешка на бяло поле f7 · черна пешка на черно поле g7 · черна пешка на бяло поле h7 · черна пешка на бяло поле a6 · черна пешка на черно поле b6 · черна дама на бяло поле c6 · черна пешка на бяло поле e6 · бяла пешка на черно поле e5 · бял кон на бяло поле a4 · бяла пешка на бяло поле c4 · черен офицер на черно поле f4 · черен кон на бяло поле g4 · бяла пешка на черно поле a3 · бяла дама на бяло поле b3 · бяла пешка на бяло поле h3 · бял офицер на черно поле b2 · бяла пешка на черно поле f2 · бяла пешка на бяло поле g2 · бял топ на черно поле a1 · бял топ на черно поле e1 · бял офицер на бяло поле f1 · бял цар на черно поле g1 | черен топ на бяло поле a8 · черен топ на черно поле d8 · черен цар на бяло поле g8 · черен офицер на бяло поле b7 · черна пешка на бяло поле f7 · черна пешка на черно поле g7 · черна пешка на бяло поле h7 · черна пешка на бяло поле a6 · черна пешка на черно поле b6 · черна дама на бяло поле c6 · черна пешка на бяло поле e6 · бяла пешка на черно поле e5 · бял кон на бяло поле a4 · бяла пешка на бяло поле c4 · черен офицер на черно поле f4 · черен кон на бяло поле g4 · бяла пешка на черно поле a3 · бяла дама на бяло поле b3 · бяла пешка на бяло поле h3 · бял офицер на черно поле b2 · бяла пешка на черно поле f2 · бяла пешка на бяло поле g2 · бял топ на черно поле a1 · бял топ на черно поле e1 · бял офицер на бяло поле f1 · бял цар на черно поле g1 | черен топ на бяло поле a8 · черен топ на черно поле d8 · черен цар на бяло поле g8 · черен офицер на бяло поле b7 · черна пешка на бяло поле f7 · черна пешка на черно поле g7 · черна пешка на бяло поле h7 · черна пешка на бяло поле a6 · черна пешка на черно поле b6 · черна дама на бяло поле c6 · черна пешка на бяло поле e6 · бяла пешка на черно поле e5 · бял кон на бяло поле a4 · бяла пешка на бяло поле c4 · черен офицер на черно поле f4 · черен кон на бяло поле g4 · бяла пешка на черно поле a3 · бяла дама на бяло поле b3 · бяла пешка на бяло поле h3 · бял офицер на черно поле b2 · бяла пешка на черно поле f2 · бяла пешка на бяло поле g2 · бял топ на черно поле a1 · бял топ на черно поле e1 · бял офицер на бяло поле f1 · бял цар на черно поле g1 | 3 |
| 2 | черен топ на бяло поле a8 · черен топ на черно поле d8 · черен цар на бяло поле g8 · черен офицер на бяло поле b7 · черна пешка на бяло поле f7 · черна пешка на черно поле g7 · черна пешка на бяло поле h7 · черна пешка на бяло поле a6 · черна пешка на черно поле b6 · черна дама на бяло поле c6 · черна пешка на бяло поле e6 · бяла пешка на черно поле e5 · бял кон на бяло поле a4 · бяла пешка на бяло поле c4 · черен офицер на черно поле f4 · черен кон на бяло поле g4 · бяла пешка на черно поле a3 · бяла дама на бяло поле b3 · бяла пешка на бяло поле h3 · бял офицер на черно поле b2 · бяла пешка на черно поле f2 · бяла пешка на бяло поле g2 · бял топ на черно поле a1 · бял топ на черно поле e1 · бял офицер на бяло поле f1 · бял цар на черно поле g1 | черен топ на бяло поле a8 · черен топ на черно поле d8 · черен цар на бяло поле g8 · черен офицер на бяло поле b7 · черна пешка на бяло поле f7 · черна пешка на черно поле g7 · черна пешка на бяло поле h7 · черна пешка на бяло поле a6 · черна пешка на черно поле b6 · черна дама на бяло поле c6 · черна пешка на бяло поле e6 · бяла пешка на черно поле e5 · бял кон на бяло поле a4 · бяла пешка на бяло поле c4 · черен офицер на черно поле f4 · черен кон на бяло поле g4 · бяла пешка на черно поле a3 · бяла дама на бяло поле b3 · бяла пешка на бяло поле h3 · бял офицер на черно поле b2 · бяла пешка на черно поле f2 · бяла пешка на бяло поле g2 · бял топ на черно поле a1 · бял топ на черно поле e1 · бял офицер на бяло поле f1 · бял цар на черно поле g1 | черен топ на бяло поле a8 · черен топ на черно поле d8 · черен цар на бяло поле g8 · черен офицер на бяло поле b7 · черна пешка на бяло поле f7 · черна пешка на черно поле g7 · черна пешка на бяло поле h7 · черна пешка на бяло поле a6 · черна пешка на черно поле b6 · черна дама на бяло поле c6 · черна пешка на бяло поле e6 · бяла пешка на черно поле e5 · бял кон на бяло поле a4 · бяла пешка на бяло поле c4 · черен офицер на черно поле f4 · черен кон на бяло поле g4 · бяла пешка на черно поле a3 · бяла дама на бяло поле b3 · бяла пешка на бяло поле h3 · бял офицер на черно поле b2 · бяла пешка на черно поле f2 · бяла пешка на бяло поле g2 · бял топ на черно поле a1 · бял топ на черно поле e1 · бял офицер на бяло поле f1 · бял цар на черно поле g1 | черен топ на бяло поле a8 · черен топ на черно поле d8 · черен цар на бяло поле g8 · черен офицер на бяло поле b7 · черна пешка на бяло поле f7 · черна пешка на черно поле g7 · черна пешка на бяло поле h7 · черна пешка на бяло поле a6 · черна пешка на черно поле b6 · черна дама на бяло поле c6 · черна пешка на бяло поле e6 · бяла пешка на черно поле e5 · бял кон на бяло поле a4 · бяла пешка на бяло поле c4 · черен офицер на черно поле f4 · черен кон на бяло поле g4 · бяла пешка на черно поле a3 · бяла дама на бяло поле b3 · бяла пешка на бяло поле h3 · бял офицер на черно поле b2 · бяла пешка на черно поле f2 · бяла пешка на бяло поле g2 · бял топ на черно поле a1 · бял топ на черно поле e1 · бял офицер на бяло поле f1 · бял цар на черно поле g1 | черен топ на бяло поле a8 · черен топ на черно поле d8 · черен цар на бяло поле g8 · черен офицер на бяло поле b7 · черна пешка на бяло поле f7 · черна пешка на черно поле g7 · черна пешка на бяло поле h7 · черна пешка на бяло поле a6 · черна пешка на черно поле b6 · черна дама на бяло поле c6 · черна пешка на бяло поле e6 · бяла пешка на черно поле e5 · бял кон на бяло поле a4 · бяла пешка на бяло поле c4 · черен офицер на черно поле f4 · черен кон на бяло поле g4 · бяла пешка на черно поле a3 · бяла дама на бяло поле b3 · бяла пешка на бяло поле h3 · бял офицер на черно поле b2 · бяла пешка на черно поле f2 · бяла пешка на бяло поле g2 · бял топ на черно поле a1 · бял топ на черно поле e1 · бял офицер на бяло поле f1 · бял цар на черно поле g1 | черен топ на бяло поле a8 · черен топ на черно поле d8 · черен цар на бяло поле g8 · черен офицер на бяло поле b7 · черна пешка на бяло поле f7 · черна пешка на черно поле g7 · черна пешка на бяло поле h7 · черна пешка на бяло поле a6 · черна пешка на черно поле b6 · черна дама на бяло поле c6 · черна пешка на бяло поле e6 · бяла пешка на черно поле e5 · бял кон на бяло поле a4 · бяла пешка на бяло поле c4 · черен офицер на черно поле f4 · черен кон на бяло поле g4 · бяла пешка на черно поле a3 · бяла дама на бяло поле b3 · бяла пешка на бяло поле h3 · бял офицер на черно поле b2 · бяла пешка на черно поле f2 · бяла пешка на бяло поле g2 · бял топ на черно поле a1 · бял топ на черно поле e1 · бял офицер на бяло поле f1 · бял цар на черно поле g1 | черен топ на бяло поле a8 · черен топ на черно поле d8 · черен цар на бяло поле g8 · черен офицер на бяло поле b7 · черна пешка на бяло поле f7 · черна пешка на черно поле g7 · черна пешка на бяло поле h7 · черна пешка на бяло поле a6 · черна пешка на черно поле b6 · черна дама на бяло поле c6 · черна пешка на бяло поле e6 · бяла пешка на черно поле e5 · бял кон на бяло поле a4 · бяла пешка на бяло поле c4 · черен офицер на черно поле f4 · черен кон на бяло поле g4 · бяла пешка на черно поле a3 · бяла дама на бяло поле b3 · бяла пешка на бяло поле h3 · бял офицер на черно поле b2 · бяла пешка на черно поле f2 · бяла пешка на бяло поле g2 · бял топ на черно поле a1 · бял топ на черно поле e1 · бял офицер на бяло поле f1 · бял цар на черно поле g1 | черен топ на бяло поле a8 · черен топ на черно поле d8 · черен цар на бяло поле g8 · черен офицер на бяло поле b7 · черна пешка на бяло поле f7 · черна пешка на черно поле g7 · черна пешка на бяло поле h7 · черна пешка на бяло поле a6 · черна пешка на черно поле b6 · черна дама на бяло поле c6 · черна пешка на бяло поле e6 · бяла пешка на черно поле e5 · бял кон на бяло поле a4 · бяла пешка на бяло поле c4 · черен офицер на черно поле f4 · черен кон на бяло поле g4 · бяла пешка на черно поле a3 · бяла дама на бяло поле b3 · бяла пешка на бяло поле h3 · бял офицер на черно поле b2 · бяла пешка на черно поле f2 · бяла пешка на бяло поле g2 · бял топ на черно поле a1 · бял топ на черно поле e1 · бял офицер на бяло поле f1 · бял цар на черно поле g1 | 2 |
| 1 | черен топ на бяло поле a8 · черен топ на черно поле d8 · черен цар на бяло поле g8 · черен офицер на бяло поле b7 · черна пешка на бяло поле f7 · черна пешка на черно поле g7 · черна пешка на бяло поле h7 · черна пешка на бяло поле a6 · черна пешка на черно поле b6 · черна дама на бяло поле c6 · черна пешка на бяло поле e6 · бяла пешка на черно поле e5 · бял кон на бяло поле a4 · бяла пешка на бяло поле c4 · черен офицер на черно поле f4 · черен кон на бяло поле g4 · бяла пешка на черно поле a3 · бяла дама на бяло поле b3 · бяла пешка на бяло поле h3 · бял офицер на черно поле b2 · бяла пешка на черно поле f2 · бяла пешка на бяло поле g2 · бял топ на черно поле a1 · бял топ на черно поле e1 · бял офицер на бяло поле f1 · бял цар на черно поле g1 | черен топ на бяло поле a8 · черен топ на черно поле d8 · черен цар на бяло поле g8 · черен офицер на бяло поле b7 · черна пешка на бяло поле f7 · черна пешка на черно поле g7 · черна пешка на бяло поле h7 · черна пешка на бяло поле a6 · черна пешка на черно поле b6 · черна дама на бяло поле c6 · черна пешка на бяло поле e6 · бяла пешка на черно поле e5 · бял кон на бяло поле a4 · бяла пешка на бяло поле c4 · черен офицер на черно поле f4 · черен кон на бяло поле g4 · бяла пешка на черно поле a3 · бяла дама на бяло поле b3 · бяла пешка на бяло поле h3 · бял офицер на черно поле b2 · бяла пешка на черно поле f2 · бяла пешка на бяло поле g2 · бял топ на черно поле a1 · бял топ на черно поле e1 · бял офицер на бяло поле f1 · бял цар на черно поле g1 | черен топ на бяло поле a8 · черен топ на черно поле d8 · черен цар на бяло поле g8 · черен офицер на бяло поле b7 · черна пешка на бяло поле f7 · черна пешка на черно поле g7 · черна пешка на бяло поле h7 · черна пешка на бяло поле a6 · черна пешка на черно поле b6 · черна дама на бяло поле c6 · черна пешка на бяло поле e6 · бяла пешка на черно поле e5 · бял кон на бяло поле a4 · бяла пешка на бяло поле c4 · черен офицер на черно поле f4 · черен кон на бяло поле g4 · бяла пешка на черно поле a3 · бяла дама на бяло поле b3 · бяла пешка на бяло поле h3 · бял офицер на черно поле b2 · бяла пешка на черно поле f2 · бяла пешка на бяло поле g2 · бял топ на черно поле a1 · бял топ на черно поле e1 · бял офицер на бяло поле f1 · бял цар на черно поле g1 | черен топ на бяло поле a8 · черен топ на черно поле d8 · черен цар на бяло поле g8 · черен офицер на бяло поле b7 · черна пешка на бяло поле f7 · черна пешка на черно поле g7 · черна пешка на бяло поле h7 · черна пешка на бяло поле a6 · черна пешка на черно поле b6 · черна дама на бяло поле c6 · черна пешка на бяло поле e6 · бяла пешка на черно поле e5 · бял кон на бяло поле a4 · бяла пешка на бяло поле c4 · черен офицер на черно поле f4 · черен кон на бяло поле g4 · бяла пешка на черно поле a3 · бяла дама на бяло поле b3 · бяла пешка на бяло поле h3 · бял офицер на черно поле b2 · бяла пешка на черно поле f2 · бяла пешка на бяло поле g2 · бял топ на черно поле a1 · бял топ на черно поле e1 · бял офицер на бяло поле f1 · бял цар на черно поле g1 | черен топ на бяло поле a8 · черен топ на черно поле d8 · черен цар на бяло поле g8 · черен офицер на бяло поле b7 · черна пешка на бяло поле f7 · черна пешка на черно поле g7 · черна пешка на бяло поле h7 · черна пешка на бяло поле a6 · черна пешка на черно поле b6 · черна дама на бяло поле c6 · черна пешка на бяло поле e6 · бяла пешка на черно поле e5 · бял кон на бяло поле a4 · бяла пешка на бяло поле c4 · черен офицер на черно поле f4 · черен кон на бяло поле g4 · бяла пешка на черно поле a3 · бяла дама на бяло поле b3 · бяла пешка на бяло поле h3 · бял офицер на черно поле b2 · бяла пешка на черно поле f2 · бяла пешка на бяло поле g2 · бял топ на черно поле a1 · бял топ на черно поле e1 · бял офицер на бяло поле f1 · бял цар на черно поле g1 | черен топ на бяло поле a8 · черен топ на черно поле d8 · черен цар на бяло поле g8 · черен офицер на бяло поле b7 · черна пешка на бяло поле f7 · черна пешка на черно поле g7 · черна пешка на бяло поле h7 · черна пешка на бяло поле a6 · черна пешка на черно поле b6 · черна дама на бяло поле c6 · черна пешка на бяло поле e6 · бяла пешка на черно поле e5 · бял кон на бяло поле a4 · бяла пешка на бяло поле c4 · черен офицер на черно поле f4 · черен кон на бяло поле g4 · бяла пешка на черно поле a3 · бяла дама на бяло поле b3 · бяла пешка на бяло поле h3 · бял офицер на черно поле b2 · бяла пешка на черно поле f2 · бяла пешка на бяло поле g2 · бял топ на черно поле a1 · бял топ на черно поле e1 · бял офицер на бяло поле f1 · бял цар на черно поле g1 | черен топ на бяло поле a8 · черен топ на черно поле d8 · черен цар на бяло поле g8 · черен офицер на бяло поле b7 · черна пешка на бяло поле f7 · черна пешка на черно поле g7 · черна пешка на бяло поле h7 · черна пешка на бяло поле a6 · черна пешка на черно поле b6 · черна дама на бяло поле c6 · черна пешка на бяло поле e6 · бяла пешка на черно поле e5 · бял кон на бяло поле a4 · бяла пешка на бяло поле c4 · черен офицер на черно поле f4 · черен кон на бяло поле g4 · бяла пешка на черно поле a3 · бяла дама на бяло поле b3 · бяла пешка на бяло поле h3 · бял офицер на черно поле b2 · бяла пешка на черно поле f2 · бяла пешка на бяло поле g2 · бял топ на черно поле a1 · бял топ на черно поле e1 · бял офицер на бяло поле f1 · бял цар на черно поле g1 | черен топ на бяло поле a8 · черен топ на черно поле d8 · черен цар на бяло поле g8 · черен офицер на бяло поле b7 · черна пешка на бяло поле f7 · черна пешка на черно поле g7 · черна пешка на бяло поле h7 · черна пешка на бяло поле a6 · черна пешка на черно поле b6 · черна дама на бяло поле c6 · черна пешка на бяло поле e6 · бяла пешка на черно поле e5 · бял кон на бяло поле a4 · бяла пешка на бяло поле c4 · черен офицер на черно поле f4 · черен кон на бяло поле g4 · бяла пешка на черно поле a3 · бяла дама на бяло поле b3 · бяла пешка на бяло поле h3 · бял офицер на черно поле b2 · бяла пешка на черно поле f2 · бяла пешка на бяло поле g2 · бял топ на черно поле a1 · бял топ на черно поле e1 · бял офицер на бяло поле f1 · бял цар на черно поле g1 | 1 |
|   | a | b | c | d | e | f | g | h |   |

В позицията на диаграма 2 черните правят опит за завличане 19. … Тd8-d3!!  Ако 20.Д:d3 Oh2+ 21.Цh1 K:f2+ с вилка на дамата. Не може 20.О:d3?? Д:g2#.

20. Дb3:b6 Тd3:h3!

21. Оb2-d4 Оf4-h2+

„Сега възниква известна „мелница“, в която загива бялата царица.“ (В. Смислов) 

22. Цg1-h1 Оh2:e5+

23. Цh1-g1 Оe5-h2+

24. Цg1-h1 Оh2-c7+

25. Цh1-g1 Оc7:b6

Белите се предават.

Котов – Сабо
|   | a | b | c | d | e | f | g | h |   |
| 8 | черен цар на бяло поле g8 · бяла дама на бяло поле d7 · черна пешка на черно поле d6 · бял кон на бяло поле e6 · черна пешка на черно поле a5 · черна пешка на черно поле c5 · бяла пешка на бяло поле d5 · черна пешка на черно поле e5 · бяла пешка на бяло поле c4 · бяла пешка на бяло поле e4 · черна пешка на черно поле f4 · бяла пешка на черно поле a3 · бял топ на бяло поле b3 · черен офицер на черно поле c3 · бяла пешка на бяло поле f3 · бяла пешка на черно поле b2 · черна дама на бяло поле g2 · черен топ на черно поле h2 · бял цар на бяло поле b1 · бял кон на черно поле c1 | черен цар на бяло поле g8 · бяла дама на бяло поле d7 · черна пешка на черно поле d6 · бял кон на бяло поле e6 · черна пешка на черно поле a5 · черна пешка на черно поле c5 · бяла пешка на бяло поле d5 · черна пешка на черно поле e5 · бяла пешка на бяло поле c4 · бяла пешка на бяло поле e4 · черна пешка на черно поле f4 · бяла пешка на черно поле a3 · бял топ на бяло поле b3 · черен офицер на черно поле c3 · бяла пешка на бяло поле f3 · бяла пешка на черно поле b2 · черна дама на бяло поле g2 · черен топ на черно поле h2 · бял цар на бяло поле b1 · бял кон на черно поле c1 | черен цар на бяло поле g8 · бяла дама на бяло поле d7 · черна пешка на черно поле d6 · бял кон на бяло поле e6 · черна пешка на черно поле a5 · черна пешка на черно поле c5 · бяла пешка на бяло поле d5 · черна пешка на черно поле e5 · бяла пешка на бяло поле c4 · бяла пешка на бяло поле e4 · черна пешка на черно поле f4 · бяла пешка на черно поле a3 · бял топ на бяло поле b3 · черен офицер на черно поле c3 · бяла пешка на бяло поле f3 · бяла пешка на черно поле b2 · черна дама на бяло поле g2 · черен топ на черно поле h2 · бял цар на бяло поле b1 · бял кон на черно поле c1 | черен цар на бяло поле g8 · бяла дама на бяло поле d7 · черна пешка на черно поле d6 · бял кон на бяло поле e6 · черна пешка на черно поле a5 · черна пешка на черно поле c5 · бяла пешка на бяло поле d5 · черна пешка на черно поле e5 · бяла пешка на бяло поле c4 · бяла пешка на бяло поле e4 · черна пешка на черно поле f4 · бяла пешка на черно поле a3 · бял топ на бяло поле b3 · черен офицер на черно поле c3 · бяла пешка на бяло поле f3 · бяла пешка на черно поле b2 · черна дама на бяло поле g2 · черен топ на черно поле h2 · бял цар на бяло поле b1 · бял кон на черно поле c1 | черен цар на бяло поле g8 · бяла дама на бяло поле d7 · черна пешка на черно поле d6 · бял кон на бяло поле e6 · черна пешка на черно поле a5 · черна пешка на черно поле c5 · бяла пешка на бяло поле d5 · черна пешка на черно поле e5 · бяла пешка на бяло поле c4 · бяла пешка на бяло поле e4 · черна пешка на черно поле f4 · бяла пешка на черно поле a3 · бял топ на бяло поле b3 · черен офицер на черно поле c3 · бяла пешка на бяло поле f3 · бяла пешка на черно поле b2 · черна дама на бяло поле g2 · черен топ на черно поле h2 · бял цар на бяло поле b1 · бял кон на черно поле c1 | черен цар на бяло поле g8 · бяла дама на бяло поле d7 · черна пешка на черно поле d6 · бял кон на бяло поле e6 · черна пешка на черно поле a5 · черна пешка на черно поле c5 · бяла пешка на бяло поле d5 · черна пешка на черно поле e5 · бяла пешка на бяло поле c4 · бяла пешка на бяло поле e4 · черна пешка на черно поле f4 · бяла пешка на черно поле a3 · бял топ на бяло поле b3 · черен офицер на черно поле c3 · бяла пешка на бяло поле f3 · бяла пешка на черно поле b2 · черна дама на бяло поле g2 · черен топ на черно поле h2 · бял цар на бяло поле b1 · бял кон на черно поле c1 | черен цар на бяло поле g8 · бяла дама на бяло поле d7 · черна пешка на черно поле d6 · бял кон на бяло поле e6 · черна пешка на черно поле a5 · черна пешка на черно поле c5 · бяла пешка на бяло поле d5 · черна пешка на черно поле e5 · бяла пешка на бяло поле c4 · бяла пешка на бяло поле e4 · черна пешка на черно поле f4 · бяла пешка на черно поле a3 · бял топ на бяло поле b3 · черен офицер на черно поле c3 · бяла пешка на бяло поле f3 · бяла пешка на черно поле b2 · черна дама на бяло поле g2 · черен топ на черно поле h2 · бял цар на бяло поле b1 · бял кон на черно поле c1 | черен цар на бяло поле g8 · бяла дама на бяло поле d7 · черна пешка на черно поле d6 · бял кон на бяло поле e6 · черна пешка на черно поле a5 · черна пешка на черно поле c5 · бяла пешка на бяло поле d5 · черна пешка на черно поле e5 · бяла пешка на бяло поле c4 · бяла пешка на бяло поле e4 · черна пешка на черно поле f4 · бяла пешка на черно поле a3 · бял топ на бяло поле b3 · черен офицер на черно поле c3 · бяла пешка на бяло поле f3 · бяла пешка на черно поле b2 · черна дама на бяло поле g2 · черен топ на черно поле h2 · бял цар на бяло поле b1 · бял кон на черно поле c1 | 8 |
| 7 | черен цар на бяло поле g8 · бяла дама на бяло поле d7 · черна пешка на черно поле d6 · бял кон на бяло поле e6 · черна пешка на черно поле a5 · черна пешка на черно поле c5 · бяла пешка на бяло поле d5 · черна пешка на черно поле e5 · бяла пешка на бяло поле c4 · бяла пешка на бяло поле e4 · черна пешка на черно поле f4 · бяла пешка на черно поле a3 · бял топ на бяло поле b3 · черен офицер на черно поле c3 · бяла пешка на бяло поле f3 · бяла пешка на черно поле b2 · черна дама на бяло поле g2 · черен топ на черно поле h2 · бял цар на бяло поле b1 · бял кон на черно поле c1 | черен цар на бяло поле g8 · бяла дама на бяло поле d7 · черна пешка на черно поле d6 · бял кон на бяло поле e6 · черна пешка на черно поле a5 · черна пешка на черно поле c5 · бяла пешка на бяло поле d5 · черна пешка на черно поле e5 · бяла пешка на бяло поле c4 · бяла пешка на бяло поле e4 · черна пешка на черно поле f4 · бяла пешка на черно поле a3 · бял топ на бяло поле b3 · черен офицер на черно поле c3 · бяла пешка на бяло поле f3 · бяла пешка на черно поле b2 · черна дама на бяло поле g2 · черен топ на черно поле h2 · бял цар на бяло поле b1 · бял кон на черно поле c1 | черен цар на бяло поле g8 · бяла дама на бяло поле d7 · черна пешка на черно поле d6 · бял кон на бяло поле e6 · черна пешка на черно поле a5 · черна пешка на черно поле c5 · бяла пешка на бяло поле d5 · черна пешка на черно поле e5 · бяла пешка на бяло поле c4 · бяла пешка на бяло поле e4 · черна пешка на черно поле f4 · бяла пешка на черно поле a3 · бял топ на бяло поле b3 · черен офицер на черно поле c3 · бяла пешка на бяло поле f3 · бяла пешка на черно поле b2 · черна дама на бяло поле g2 · черен топ на черно поле h2 · бял цар на бяло поле b1 · бял кон на черно поле c1 | черен цар на бяло поле g8 · бяла дама на бяло поле d7 · черна пешка на черно поле d6 · бял кон на бяло поле e6 · черна пешка на черно поле a5 · черна пешка на черно поле c5 · бяла пешка на бяло поле d5 · черна пешка на черно поле e5 · бяла пешка на бяло поле c4 · бяла пешка на бяло поле e4 · черна пешка на черно поле f4 · бяла пешка на черно поле a3 · бял топ на бяло поле b3 · черен офицер на черно поле c3 · бяла пешка на бяло поле f3 · бяла пешка на черно поле b2 · черна дама на бяло поле g2 · черен топ на черно поле h2 · бял цар на бяло поле b1 · бял кон на черно поле c1 | черен цар на бяло поле g8 · бяла дама на бяло поле d7 · черна пешка на черно поле d6 · бял кон на бяло поле e6 · черна пешка на черно поле a5 · черна пешка на черно поле c5 · бяла пешка на бяло поле d5 · черна пешка на черно поле e5 · бяла пешка на бяло поле c4 · бяла пешка на бяло поле e4 · черна пешка на черно поле f4 · бяла пешка на черно поле a3 · бял топ на бяло поле b3 · черен офицер на черно поле c3 · бяла пешка на бяло поле f3 · бяла пешка на черно поле b2 · черна дама на бяло поле g2 · черен топ на черно поле h2 · бял цар на бяло поле b1 · бял кон на черно поле c1 | черен цар на бяло поле g8 · бяла дама на бяло поле d7 · черна пешка на черно поле d6 · бял кон на бяло поле e6 · черна пешка на черно поле a5 · черна пешка на черно поле c5 · бяла пешка на бяло поле d5 · черна пешка на черно поле e5 · бяла пешка на бяло поле c4 · бяла пешка на бяло поле e4 · черна пешка на черно поле f4 · бяла пешка на черно поле a3 · бял топ на бяло поле b3 · черен офицер на черно поле c3 · бяла пешка на бяло поле f3 · бяла пешка на черно поле b2 · черна дама на бяло поле g2 · черен топ на черно поле h2 · бял цар на бяло поле b1 · бял кон на черно поле c1 | черен цар на бяло поле g8 · бяла дама на бяло поле d7 · черна пешка на черно поле d6 · бял кон на бяло поле e6 · черна пешка на черно поле a5 · черна пешка на черно поле c5 · бяла пешка на бяло поле d5 · черна пешка на черно поле e5 · бяла пешка на бяло поле c4 · бяла пешка на бяло поле e4 · черна пешка на черно поле f4 · бяла пешка на черно поле a3 · бял топ на бяло поле b3 · черен офицер на черно поле c3 · бяла пешка на бяло поле f3 · бяла пешка на черно поле b2 · черна дама на бяло поле g2 · черен топ на черно поле h2 · бял цар на бяло поле b1 · бял кон на черно поле c1 | черен цар на бяло поле g8 · бяла дама на бяло поле d7 · черна пешка на черно поле d6 · бял кон на бяло поле e6 · черна пешка на черно поле a5 · черна пешка на черно поле c5 · бяла пешка на бяло поле d5 · черна пешка на черно поле e5 · бяла пешка на бяло поле c4 · бяла пешка на бяло поле e4 · черна пешка на черно поле f4 · бяла пешка на черно поле a3 · бял топ на бяло поле b3 · черен офицер на черно поле c3 · бяла пешка на бяло поле f3 · бяла пешка на черно поле b2 · черна дама на бяло поле g2 · черен топ на черно поле h2 · бял цар на бяло поле b1 · бял кон на черно поле c1 | 7 |
| 6 | черен цар на бяло поле g8 · бяла дама на бяло поле d7 · черна пешка на черно поле d6 · бял кон на бяло поле e6 · черна пешка на черно поле a5 · черна пешка на черно поле c5 · бяла пешка на бяло поле d5 · черна пешка на черно поле e5 · бяла пешка на бяло поле c4 · бяла пешка на бяло поле e4 · черна пешка на черно поле f4 · бяла пешка на черно поле a3 · бял топ на бяло поле b3 · черен офицер на черно поле c3 · бяла пешка на бяло поле f3 · бяла пешка на черно поле b2 · черна дама на бяло поле g2 · черен топ на черно поле h2 · бял цар на бяло поле b1 · бял кон на черно поле c1 | черен цар на бяло поле g8 · бяла дама на бяло поле d7 · черна пешка на черно поле d6 · бял кон на бяло поле e6 · черна пешка на черно поле a5 · черна пешка на черно поле c5 · бяла пешка на бяло поле d5 · черна пешка на черно поле e5 · бяла пешка на бяло поле c4 · бяла пешка на бяло поле e4 · черна пешка на черно поле f4 · бяла пешка на черно поле a3 · бял топ на бяло поле b3 · черен офицер на черно поле c3 · бяла пешка на бяло поле f3 · бяла пешка на черно поле b2 · черна дама на бяло поле g2 · черен топ на черно поле h2 · бял цар на бяло поле b1 · бял кон на черно поле c1 | черен цар на бяло поле g8 · бяла дама на бяло поле d7 · черна пешка на черно поле d6 · бял кон на бяло поле e6 · черна пешка на черно поле a5 · черна пешка на черно поле c5 · бяла пешка на бяло поле d5 · черна пешка на черно поле e5 · бяла пешка на бяло поле c4 · бяла пешка на бяло поле e4 · черна пешка на черно поле f4 · бяла пешка на черно поле a3 · бял топ на бяло поле b3 · черен офицер на черно поле c3 · бяла пешка на бяло поле f3 · бяла пешка на черно поле b2 · черна дама на бяло поле g2 · черен топ на черно поле h2 · бял цар на бяло поле b1 · бял кон на черно поле c1 | черен цар на бяло поле g8 · бяла дама на бяло поле d7 · черна пешка на черно поле d6 · бял кон на бяло поле e6 · черна пешка на черно поле a5 · черна пешка на черно поле c5 · бяла пешка на бяло поле d5 · черна пешка на черно поле e5 · бяла пешка на бяло поле c4 · бяла пешка на бяло поле e4 · черна пешка на черно поле f4 · бяла пешка на черно поле a3 · бял топ на бяло поле b3 · черен офицер на черно поле c3 · бяла пешка на бяло поле f3 · бяла пешка на черно поле b2 · черна дама на бяло поле g2 · черен топ на черно поле h2 · бял цар на бяло поле b1 · бял кон на черно поле c1 | черен цар на бяло поле g8 · бяла дама на бяло поле d7 · черна пешка на черно поле d6 · бял кон на бяло поле e6 · черна пешка на черно поле a5 · черна пешка на черно поле c5 · бяла пешка на бяло поле d5 · черна пешка на черно поле e5 · бяла пешка на бяло поле c4 · бяла пешка на бяло поле e4 · черна пешка на черно поле f4 · бяла пешка на черно поле a3 · бял топ на бяло поле b3 · черен офицер на черно поле c3 · бяла пешка на бяло поле f3 · бяла пешка на черно поле b2 · черна дама на бяло поле g2 · черен топ на черно поле h2 · бял цар на бяло поле b1 · бял кон на черно поле c1 | черен цар на бяло поле g8 · бяла дама на бяло поле d7 · черна пешка на черно поле d6 · бял кон на бяло поле e6 · черна пешка на черно поле a5 · черна пешка на черно поле c5 · бяла пешка на бяло поле d5 · черна пешка на черно поле e5 · бяла пешка на бяло поле c4 · бяла пешка на бяло поле e4 · черна пешка на черно поле f4 · бяла пешка на черно поле a3 · бял топ на бяло поле b3 · черен офицер на черно поле c3 · бяла пешка на бяло поле f3 · бяла пешка на черно поле b2 · черна дама на бяло поле g2 · черен топ на черно поле h2 · бял цар на бяло поле b1 · бял кон на черно поле c1 | черен цар на бяло поле g8 · бяла дама на бяло поле d7 · черна пешка на черно поле d6 · бял кон на бяло поле e6 · черна пешка на черно поле a5 · черна пешка на черно поле c5 · бяла пешка на бяло поле d5 · черна пешка на черно поле e5 · бяла пешка на бяло поле c4 · бяла пешка на бяло поле e4 · черна пешка на черно поле f4 · бяла пешка на черно поле a3 · бял топ на бяло поле b3 · черен офицер на черно поле c3 · бяла пешка на бяло поле f3 · бяла пешка на черно поле b2 · черна дама на бяло поле g2 · черен топ на черно поле h2 · бял цар на бяло поле b1 · бял кон на черно поле c1 | черен цар на бяло поле g8 · бяла дама на бяло поле d7 · черна пешка на черно поле d6 · бял кон на бяло поле e6 · черна пешка на черно поле a5 · черна пешка на черно поле c5 · бяла пешка на бяло поле d5 · черна пешка на черно поле e5 · бяла пешка на бяло поле c4 · бяла пешка на бяло поле e4 · черна пешка на черно поле f4 · бяла пешка на черно поле a3 · бял топ на бяло поле b3 · черен офицер на черно поле c3 · бяла пешка на бяло поле f3 · бяла пешка на черно поле b2 · черна дама на бяло поле g2 · черен топ на черно поле h2 · бял цар на бяло поле b1 · бял кон на черно поле c1 | 6 |
| 5 | черен цар на бяло поле g8 · бяла дама на бяло поле d7 · черна пешка на черно поле d6 · бял кон на бяло поле e6 · черна пешка на черно поле a5 · черна пешка на черно поле c5 · бяла пешка на бяло поле d5 · черна пешка на черно поле e5 · бяла пешка на бяло поле c4 · бяла пешка на бяло поле e4 · черна пешка на черно поле f4 · бяла пешка на черно поле a3 · бял топ на бяло поле b3 · черен офицер на черно поле c3 · бяла пешка на бяло поле f3 · бяла пешка на черно поле b2 · черна дама на бяло поле g2 · черен топ на черно поле h2 · бял цар на бяло поле b1 · бял кон на черно поле c1 | черен цар на бяло поле g8 · бяла дама на бяло поле d7 · черна пешка на черно поле d6 · бял кон на бяло поле e6 · черна пешка на черно поле a5 · черна пешка на черно поле c5 · бяла пешка на бяло поле d5 · черна пешка на черно поле e5 · бяла пешка на бяло поле c4 · бяла пешка на бяло поле e4 · черна пешка на черно поле f4 · бяла пешка на черно поле a3 · бял топ на бяло поле b3 · черен офицер на черно поле c3 · бяла пешка на бяло поле f3 · бяла пешка на черно поле b2 · черна дама на бяло поле g2 · черен топ на черно поле h2 · бял цар на бяло поле b1 · бял кон на черно поле c1 | черен цар на бяло поле g8 · бяла дама на бяло поле d7 · черна пешка на черно поле d6 · бял кон на бяло поле e6 · черна пешка на черно поле a5 · черна пешка на черно поле c5 · бяла пешка на бяло поле d5 · черна пешка на черно поле e5 · бяла пешка на бяло поле c4 · бяла пешка на бяло поле e4 · черна пешка на черно поле f4 · бяла пешка на черно поле a3 · бял топ на бяло поле b3 · черен офицер на черно поле c3 · бяла пешка на бяло поле f3 · бяла пешка на черно поле b2 · черна дама на бяло поле g2 · черен топ на черно поле h2 · бял цар на бяло поле b1 · бял кон на черно поле c1 | черен цар на бяло поле g8 · бяла дама на бяло поле d7 · черна пешка на черно поле d6 · бял кон на бяло поле e6 · черна пешка на черно поле a5 · черна пешка на черно поле c5 · бяла пешка на бяло поле d5 · черна пешка на черно поле e5 · бяла пешка на бяло поле c4 · бяла пешка на бяло поле e4 · черна пешка на черно поле f4 · бяла пешка на черно поле a3 · бял топ на бяло поле b3 · черен офицер на черно поле c3 · бяла пешка на бяло поле f3 · бяла пешка на черно поле b2 · черна дама на бяло поле g2 · черен топ на черно поле h2 · бял цар на бяло поле b1 · бял кон на черно поле c1 | черен цар на бяло поле g8 · бяла дама на бяло поле d7 · черна пешка на черно поле d6 · бял кон на бяло поле e6 · черна пешка на черно поле a5 · черна пешка на черно поле c5 · бяла пешка на бяло поле d5 · черна пешка на черно поле e5 · бяла пешка на бяло поле c4 · бяла пешка на бяло поле e4 · черна пешка на черно поле f4 · бяла пешка на черно поле a3 · бял топ на бяло поле b3 · черен офицер на черно поле c3 · бяла пешка на бяло поле f3 · бяла пешка на черно поле b2 · черна дама на бяло поле g2 · черен топ на черно поле h2 · бял цар на бяло поле b1 · бял кон на черно поле c1 | черен цар на бяло поле g8 · бяла дама на бяло поле d7 · черна пешка на черно поле d6 · бял кон на бяло поле e6 · черна пешка на черно поле a5 · черна пешка на черно поле c5 · бяла пешка на бяло поле d5 · черна пешка на черно поле e5 · бяла пешка на бяло поле c4 · бяла пешка на бяло поле e4 · черна пешка на черно поле f4 · бяла пешка на черно поле a3 · бял топ на бяло поле b3 · черен офицер на черно поле c3 · бяла пешка на бяло поле f3 · бяла пешка на черно поле b2 · черна дама на бяло поле g2 · черен топ на черно поле h2 · бял цар на бяло поле b1 · бял кон на черно поле c1 | черен цар на бяло поле g8 · бяла дама на бяло поле d7 · черна пешка на черно поле d6 · бял кон на бяло поле e6 · черна пешка на черно поле a5 · черна пешка на черно поле c5 · бяла пешка на бяло поле d5 · черна пешка на черно поле e5 · бяла пешка на бяло поле c4 · бяла пешка на бяло поле e4 · черна пешка на черно поле f4 · бяла пешка на черно поле a3 · бял топ на бяло поле b3 · черен офицер на черно поле c3 · бяла пешка на бяло поле f3 · бяла пешка на черно поле b2 · черна дама на бяло поле g2 · черен топ на черно поле h2 · бял цар на бяло поле b1 · бял кон на черно поле c1 | черен цар на бяло поле g8 · бяла дама на бяло поле d7 · черна пешка на черно поле d6 · бял кон на бяло поле e6 · черна пешка на черно поле a5 · черна пешка на черно поле c5 · бяла пешка на бяло поле d5 · черна пешка на черно поле e5 · бяла пешка на бяло поле c4 · бяла пешка на бяло поле e4 · черна пешка на черно поле f4 · бяла пешка на черно поле a3 · бял топ на бяло поле b3 · черен офицер на черно поле c3 · бяла пешка на бяло поле f3 · бяла пешка на черно поле b2 · черна дама на бяло поле g2 · черен топ на черно поле h2 · бял цар на бяло поле b1 · бял кон на черно поле c1 | 5 |
| 4 | черен цар на бяло поле g8 · бяла дама на бяло поле d7 · черна пешка на черно поле d6 · бял кон на бяло поле e6 · черна пешка на черно поле a5 · черна пешка на черно поле c5 · бяла пешка на бяло поле d5 · черна пешка на черно поле e5 · бяла пешка на бяло поле c4 · бяла пешка на бяло поле e4 · черна пешка на черно поле f4 · бяла пешка на черно поле a3 · бял топ на бяло поле b3 · черен офицер на черно поле c3 · бяла пешка на бяло поле f3 · бяла пешка на черно поле b2 · черна дама на бяло поле g2 · черен топ на черно поле h2 · бял цар на бяло поле b1 · бял кон на черно поле c1 | черен цар на бяло поле g8 · бяла дама на бяло поле d7 · черна пешка на черно поле d6 · бял кон на бяло поле e6 · черна пешка на черно поле a5 · черна пешка на черно поле c5 · бяла пешка на бяло поле d5 · черна пешка на черно поле e5 · бяла пешка на бяло поле c4 · бяла пешка на бяло поле e4 · черна пешка на черно поле f4 · бяла пешка на черно поле a3 · бял топ на бяло поле b3 · черен офицер на черно поле c3 · бяла пешка на бяло поле f3 · бяла пешка на черно поле b2 · черна дама на бяло поле g2 · черен топ на черно поле h2 · бял цар на бяло поле b1 · бял кон на черно поле c1 | черен цар на бяло поле g8 · бяла дама на бяло поле d7 · черна пешка на черно поле d6 · бял кон на бяло поле e6 · черна пешка на черно поле a5 · черна пешка на черно поле c5 · бяла пешка на бяло поле d5 · черна пешка на черно поле e5 · бяла пешка на бяло поле c4 · бяла пешка на бяло поле e4 · черна пешка на черно поле f4 · бяла пешка на черно поле a3 · бял топ на бяло поле b3 · черен офицер на черно поле c3 · бяла пешка на бяло поле f3 · бяла пешка на черно поле b2 · черна дама на бяло поле g2 · черен топ на черно поле h2 · бял цар на бяло поле b1 · бял кон на черно поле c1 | черен цар на бяло поле g8 · бяла дама на бяло поле d7 · черна пешка на черно поле d6 · бял кон на бяло поле e6 · черна пешка на черно поле a5 · черна пешка на черно поле c5 · бяла пешка на бяло поле d5 · черна пешка на черно поле e5 · бяла пешка на бяло поле c4 · бяла пешка на бяло поле e4 · черна пешка на черно поле f4 · бяла пешка на черно поле a3 · бял топ на бяло поле b3 · черен офицер на черно поле c3 · бяла пешка на бяло поле f3 · бяла пешка на черно поле b2 · черна дама на бяло поле g2 · черен топ на черно поле h2 · бял цар на бяло поле b1 · бял кон на черно поле c1 | черен цар на бяло поле g8 · бяла дама на бяло поле d7 · черна пешка на черно поле d6 · бял кон на бяло поле e6 · черна пешка на черно поле a5 · черна пешка на черно поле c5 · бяла пешка на бяло поле d5 · черна пешка на черно поле e5 · бяла пешка на бяло поле c4 · бяла пешка на бяло поле e4 · черна пешка на черно поле f4 · бяла пешка на черно поле a3 · бял топ на бяло поле b3 · черен офицер на черно поле c3 · бяла пешка на бяло поле f3 · бяла пешка на черно поле b2 · черна дама на бяло поле g2 · черен топ на черно поле h2 · бял цар на бяло поле b1 · бял кон на черно поле c1 | черен цар на бяло поле g8 · бяла дама на бяло поле d7 · черна пешка на черно поле d6 · бял кон на бяло поле e6 · черна пешка на черно поле a5 · черна пешка на черно поле c5 · бяла пешка на бяло поле d5 · черна пешка на черно поле e5 · бяла пешка на бяло поле c4 · бяла пешка на бяло поле e4 · черна пешка на черно поле f4 · бяла пешка на черно поле a3 · бял топ на бяло поле b3 · черен офицер на черно поле c3 · бяла пешка на бяло поле f3 · бяла пешка на черно поле b2 · черна дама на бяло поле g2 · черен топ на черно поле h2 · бял цар на бяло поле b1 · бял кон на черно поле c1 | черен цар на бяло поле g8 · бяла дама на бяло поле d7 · черна пешка на черно поле d6 · бял кон на бяло поле e6 · черна пешка на черно поле a5 · черна пешка на черно поле c5 · бяла пешка на бяло поле d5 · черна пешка на черно поле e5 · бяла пешка на бяло поле c4 · бяла пешка на бяло поле e4 · черна пешка на черно поле f4 · бяла пешка на черно поле a3 · бял топ на бяло поле b3 · черен офицер на черно поле c3 · бяла пешка на бяло поле f3 · бяла пешка на черно поле b2 · черна дама на бяло поле g2 · черен топ на черно поле h2 · бял цар на бяло поле b1 · бял кон на черно поле c1 | черен цар на бяло поле g8 · бяла дама на бяло поле d7 · черна пешка на черно поле d6 · бял кон на бяло поле e6 · черна пешка на черно поле a5 · черна пешка на черно поле c5 · бяла пешка на бяло поле d5 · черна пешка на черно поле e5 · бяла пешка на бяло поле c4 · бяла пешка на бяло поле e4 · черна пешка на черно поле f4 · бяла пешка на черно поле a3 · бял топ на бяло поле b3 · черен офицер на черно поле c3 · бяла пешка на бяло поле f3 · бяла пешка на черно поле b2 · черна дама на бяло поле g2 · черен топ на черно поле h2 · бял цар на бяло поле b1 · бял кон на черно поле c1 | 4 |
| 3 | черен цар на бяло поле g8 · бяла дама на бяло поле d7 · черна пешка на черно поле d6 · бял кон на бяло поле e6 · черна пешка на черно поле a5 · черна пешка на черно поле c5 · бяла пешка на бяло поле d5 · черна пешка на черно поле e5 · бяла пешка на бяло поле c4 · бяла пешка на бяло поле e4 · черна пешка на черно поле f4 · бяла пешка на черно поле a3 · бял топ на бяло поле b3 · черен офицер на черно поле c3 · бяла пешка на бяло поле f3 · бяла пешка на черно поле b2 · черна дама на бяло поле g2 · черен топ на черно поле h2 · бял цар на бяло поле b1 · бял кон на черно поле c1 | черен цар на бяло поле g8 · бяла дама на бяло поле d7 · черна пешка на черно поле d6 · бял кон на бяло поле e6 · черна пешка на черно поле a5 · черна пешка на черно поле c5 · бяла пешка на бяло поле d5 · черна пешка на черно поле e5 · бяла пешка на бяло поле c4 · бяла пешка на бяло поле e4 · черна пешка на черно поле f4 · бяла пешка на черно поле a3 · бял топ на бяло поле b3 · черен офицер на черно поле c3 · бяла пешка на бяло поле f3 · бяла пешка на черно поле b2 · черна дама на бяло поле g2 · черен топ на черно поле h2 · бял цар на бяло поле b1 · бял кон на черно поле c1 | черен цар на бяло поле g8 · бяла дама на бяло поле d7 · черна пешка на черно поле d6 · бял кон на бяло поле e6 · черна пешка на черно поле a5 · черна пешка на черно поле c5 · бяла пешка на бяло поле d5 · черна пешка на черно поле e5 · бяла пешка на бяло поле c4 · бяла пешка на бяло поле e4 · черна пешка на черно поле f4 · бяла пешка на черно поле a3 · бял топ на бяло поле b3 · черен офицер на черно поле c3 · бяла пешка на бяло поле f3 · бяла пешка на черно поле b2 · черна дама на бяло поле g2 · черен топ на черно поле h2 · бял цар на бяло поле b1 · бял кон на черно поле c1 | черен цар на бяло поле g8 · бяла дама на бяло поле d7 · черна пешка на черно поле d6 · бял кон на бяло поле e6 · черна пешка на черно поле a5 · черна пешка на черно поле c5 · бяла пешка на бяло поле d5 · черна пешка на черно поле e5 · бяла пешка на бяло поле c4 · бяла пешка на бяло поле e4 · черна пешка на черно поле f4 · бяла пешка на черно поле a3 · бял топ на бяло поле b3 · черен офицер на черно поле c3 · бяла пешка на бяло поле f3 · бяла пешка на черно поле b2 · черна дама на бяло поле g2 · черен топ на черно поле h2 · бял цар на бяло поле b1 · бял кон на черно поле c1 | черен цар на бяло поле g8 · бяла дама на бяло поле d7 · черна пешка на черно поле d6 · бял кон на бяло поле e6 · черна пешка на черно поле a5 · черна пешка на черно поле c5 · бяла пешка на бяло поле d5 · черна пешка на черно поле e5 · бяла пешка на бяло поле c4 · бяла пешка на бяло поле e4 · черна пешка на черно поле f4 · бяла пешка на черно поле a3 · бял топ на бяло поле b3 · черен офицер на черно поле c3 · бяла пешка на бяло поле f3 · бяла пешка на черно поле b2 · черна дама на бяло поле g2 · черен топ на черно поле h2 · бял цар на бяло поле b1 · бял кон на черно поле c1 | черен цар на бяло поле g8 · бяла дама на бяло поле d7 · черна пешка на черно поле d6 · бял кон на бяло поле e6 · черна пешка на черно поле a5 · черна пешка на черно поле c5 · бяла пешка на бяло поле d5 · черна пешка на черно поле e5 · бяла пешка на бяло поле c4 · бяла пешка на бяло поле e4 · черна пешка на черно поле f4 · бяла пешка на черно поле a3 · бял топ на бяло поле b3 · черен офицер на черно поле c3 · бяла пешка на бяло поле f3 · бяла пешка на черно поле b2 · черна дама на бяло поле g2 · черен топ на черно поле h2 · бял цар на бяло поле b1 · бял кон на черно поле c1 | черен цар на бяло поле g8 · бяла дама на бяло поле d7 · черна пешка на черно поле d6 · бял кон на бяло поле e6 · черна пешка на черно поле a5 · черна пешка на черно поле c5 · бяла пешка на бяло поле d5 · черна пешка на черно поле e5 · бяла пешка на бяло поле c4 · бяла пешка на бяло поле e4 · черна пешка на черно поле f4 · бяла пешка на черно поле a3 · бял топ на бяло поле b3 · черен офицер на черно поле c3 · бяла пешка на бяло поле f3 · бяла пешка на черно поле b2 · черна дама на бяло поле g2 · черен топ на черно поле h2 · бял цар на бяло поле b1 · бял кон на черно поле c1 | черен цар на бяло поле g8 · бяла дама на бяло поле d7 · черна пешка на черно поле d6 · бял кон на бяло поле e6 · черна пешка на черно поле a5 · черна пешка на черно поле c5 · бяла пешка на бяло поле d5 · черна пешка на черно поле e5 · бяла пешка на бяло поле c4 · бяла пешка на бяло поле e4 · черна пешка на черно поле f4 · бяла пешка на черно поле a3 · бял топ на бяло поле b3 · черен офицер на черно поле c3 · бяла пешка на бяло поле f3 · бяла пешка на черно поле b2 · черна дама на бяло поле g2 · черен топ на черно поле h2 · бял цар на бяло поле b1 · бял кон на черно поле c1 | 3 |
| 2 | черен цар на бяло поле g8 · бяла дама на бяло поле d7 · черна пешка на черно поле d6 · бял кон на бяло поле e6 · черна пешка на черно поле a5 · черна пешка на черно поле c5 · бяла пешка на бяло поле d5 · черна пешка на черно поле e5 · бяла пешка на бяло поле c4 · бяла пешка на бяло поле e4 · черна пешка на черно поле f4 · бяла пешка на черно поле a3 · бял топ на бяло поле b3 · черен офицер на черно поле c3 · бяла пешка на бяло поле f3 · бяла пешка на черно поле b2 · черна дама на бяло поле g2 · черен топ на черно поле h2 · бял цар на бяло поле b1 · бял кон на черно поле c1 | черен цар на бяло поле g8 · бяла дама на бяло поле d7 · черна пешка на черно поле d6 · бял кон на бяло поле e6 · черна пешка на черно поле a5 · черна пешка на черно поле c5 · бяла пешка на бяло поле d5 · черна пешка на черно поле e5 · бяла пешка на бяло поле c4 · бяла пешка на бяло поле e4 · черна пешка на черно поле f4 · бяла пешка на черно поле a3 · бял топ на бяло поле b3 · черен офицер на черно поле c3 · бяла пешка на бяло поле f3 · бяла пешка на черно поле b2 · черна дама на бяло поле g2 · черен топ на черно поле h2 · бял цар на бяло поле b1 · бял кон на черно поле c1 | черен цар на бяло поле g8 · бяла дама на бяло поле d7 · черна пешка на черно поле d6 · бял кон на бяло поле e6 · черна пешка на черно поле a5 · черна пешка на черно поле c5 · бяла пешка на бяло поле d5 · черна пешка на черно поле e5 · бяла пешка на бяло поле c4 · бяла пешка на бяло поле e4 · черна пешка на черно поле f4 · бяла пешка на черно поле a3 · бял топ на бяло поле b3 · черен офицер на черно поле c3 · бяла пешка на бяло поле f3 · бяла пешка на черно поле b2 · черна дама на бяло поле g2 · черен топ на черно поле h2 · бял цар на бяло поле b1 · бял кон на черно поле c1 | черен цар на бяло поле g8 · бяла дама на бяло поле d7 · черна пешка на черно поле d6 · бял кон на бяло поле e6 · черна пешка на черно поле a5 · черна пешка на черно поле c5 · бяла пешка на бяло поле d5 · черна пешка на черно поле e5 · бяла пешка на бяло поле c4 · бяла пешка на бяло поле e4 · черна пешка на черно поле f4 · бяла пешка на черно поле a3 · бял топ на бяло поле b3 · черен офицер на черно поле c3 · бяла пешка на бяло поле f3 · бяла пешка на черно поле b2 · черна дама на бяло поле g2 · черен топ на черно поле h2 · бял цар на бяло поле b1 · бял кон на черно поле c1 | черен цар на бяло поле g8 · бяла дама на бяло поле d7 · черна пешка на черно поле d6 · бял кон на бяло поле e6 · черна пешка на черно поле a5 · черна пешка на черно поле c5 · бяла пешка на бяло поле d5 · черна пешка на черно поле e5 · бяла пешка на бяло поле c4 · бяла пешка на бяло поле e4 · черна пешка на черно поле f4 · бяла пешка на черно поле a3 · бял топ на бяло поле b3 · черен офицер на черно поле c3 · бяла пешка на бяло поле f3 · бяла пешка на черно поле b2 · черна дама на бяло поле g2 · черен топ на черно поле h2 · бял цар на бяло поле b1 · бял кон на черно поле c1 | черен цар на бяло поле g8 · бяла дама на бяло поле d7 · черна пешка на черно поле d6 · бял кон на бяло поле e6 · черна пешка на черно поле a5 · черна пешка на черно поле c5 · бяла пешка на бяло поле d5 · черна пешка на черно поле e5 · бяла пешка на бяло поле c4 · бяла пешка на бяло поле e4 · черна пешка на черно поле f4 · бяла пешка на черно поле a3 · бял топ на бяло поле b3 · черен офицер на черно поле c3 · бяла пешка на бяло поле f3 · бяла пешка на черно поле b2 · черна дама на бяло поле g2 · черен топ на черно поле h2 · бял цар на бяло поле b1 · бял кон на черно поле c1 | черен цар на бяло поле g8 · бяла дама на бяло поле d7 · черна пешка на черно поле d6 · бял кон на бяло поле e6 · черна пешка на черно поле a5 · черна пешка на черно поле c5 · бяла пешка на бяло поле d5 · черна пешка на черно поле e5 · бяла пешка на бяло поле c4 · бяла пешка на бяло поле e4 · черна пешка на черно поле f4 · бяла пешка на черно поле a3 · бял топ на бяло поле b3 · черен офицер на черно поле c3 · бяла пешка на бяло поле f3 · бяла пешка на черно поле b2 · черна дама на бяло поле g2 · черен топ на черно поле h2 · бял цар на бяло поле b1 · бял кон на черно поле c1 | черен цар на бяло поле g8 · бяла дама на бяло поле d7 · черна пешка на черно поле d6 · бял кон на бяло поле e6 · черна пешка на черно поле a5 · черна пешка на черно поле c5 · бяла пешка на бяло поле d5 · черна пешка на черно поле e5 · бяла пешка на бяло поле c4 · бяла пешка на бяло поле e4 · черна пешка на черно поле f4 · бяла пешка на черно поле a3 · бял топ на бяло поле b3 · черен офицер на черно поле c3 · бяла пешка на бяло поле f3 · бяла пешка на черно поле b2 · черна дама на бяло поле g2 · черен топ на черно поле h2 · бял цар на бяло поле b1 · бял кон на черно поле c1 | 2 |
| 1 | черен цар на бяло поле g8 · бяла дама на бяло поле d7 · черна пешка на черно поле d6 · бял кон на бяло поле e6 · черна пешка на черно поле a5 · черна пешка на черно поле c5 · бяла пешка на бяло поле d5 · черна пешка на черно поле e5 · бяла пешка на бяло поле c4 · бяла пешка на бяло поле e4 · черна пешка на черно поле f4 · бяла пешка на черно поле a3 · бял топ на бяло поле b3 · черен офицер на черно поле c3 · бяла пешка на бяло поле f3 · бяла пешка на черно поле b2 · черна дама на бяло поле g2 · черен топ на черно поле h2 · бял цар на бяло поле b1 · бял кон на черно поле c1 | черен цар на бяло поле g8 · бяла дама на бяло поле d7 · черна пешка на черно поле d6 · бял кон на бяло поле e6 · черна пешка на черно поле a5 · черна пешка на черно поле c5 · бяла пешка на бяло поле d5 · черна пешка на черно поле e5 · бяла пешка на бяло поле c4 · бяла пешка на бяло поле e4 · черна пешка на черно поле f4 · бяла пешка на черно поле a3 · бял топ на бяло поле b3 · черен офицер на черно поле c3 · бяла пешка на бяло поле f3 · бяла пешка на черно поле b2 · черна дама на бяло поле g2 · черен топ на черно поле h2 · бял цар на бяло поле b1 · бял кон на черно поле c1 | черен цар на бяло поле g8 · бяла дама на бяло поле d7 · черна пешка на черно поле d6 · бял кон на бяло поле e6 · черна пешка на черно поле a5 · черна пешка на черно поле c5 · бяла пешка на бяло поле d5 · черна пешка на черно поле e5 · бяла пешка на бяло поле c4 · бяла пешка на бяло поле e4 · черна пешка на черно поле f4 · бяла пешка на черно поле a3 · бял топ на бяло поле b3 · черен офицер на черно поле c3 · бяла пешка на бяло поле f3 · бяла пешка на черно поле b2 · черна дама на бяло поле g2 · черен топ на черно поле h2 · бял цар на бяло поле b1 · бял кон на черно поле c1 | черен цар на бяло поле g8 · бяла дама на бяло поле d7 · черна пешка на черно поле d6 · бял кон на бяло поле e6 · черна пешка на черно поле a5 · черна пешка на черно поле c5 · бяла пешка на бяло поле d5 · черна пешка на черно поле e5 · бяла пешка на бяло поле c4 · бяла пешка на бяло поле e4 · черна пешка на черно поле f4 · бяла пешка на черно поле a3 · бял топ на бяло поле b3 · черен офицер на черно поле c3 · бяла пешка на бяло поле f3 · бяла пешка на черно поле b2 · черна дама на бяло поле g2 · черен топ на черно поле h2 · бял цар на бяло поле b1 · бял кон на черно поле c1 | черен цар на бяло поле g8 · бяла дама на бяло поле d7 · черна пешка на черно поле d6 · бял кон на бяло поле e6 · черна пешка на черно поле a5 · черна пешка на черно поле c5 · бяла пешка на бяло поле d5 · черна пешка на черно поле e5 · бяла пешка на бяло поле c4 · бяла пешка на бяло поле e4 · черна пешка на черно поле f4 · бяла пешка на черно поле a3 · бял топ на бяло поле b3 · черен офицер на черно поле c3 · бяла пешка на бяло поле f3 · бяла пешка на черно поле b2 · черна дама на бяло поле g2 · черен топ на черно поле h2 · бял цар на бяло поле b1 · бял кон на черно поле c1 | черен цар на бяло поле g8 · бяла дама на бяло поле d7 · черна пешка на черно поле d6 · бял кон на бяло поле e6 · черна пешка на черно поле a5 · черна пешка на черно поле c5 · бяла пешка на бяло поле d5 · черна пешка на черно поле e5 · бяла пешка на бяло поле c4 · бяла пешка на бяло поле e4 · черна пешка на черно поле f4 · бяла пешка на черно поле a3 · бял топ на бяло поле b3 · черен офицер на черно поле c3 · бяла пешка на бяло поле f3 · бяла пешка на черно поле b2 · черна дама на бяло поле g2 · черен топ на черно поле h2 · бял цар на бяло поле b1 · бял кон на черно поле c1 | черен цар на бяло поле g8 · бяла дама на бяло поле d7 · черна пешка на черно поле d6 · бял кон на бяло поле e6 · черна пешка на черно поле a5 · черна пешка на черно поле c5 · бяла пешка на бяло поле d5 · черна пешка на черно поле e5 · бяла пешка на бяло поле c4 · бяла пешка на бяло поле e4 · черна пешка на черно поле f4 · бяла пешка на черно поле a3 · бял топ на бяло поле b3 · черен офицер на черно поле c3 · бяла пешка на бяло поле f3 · бяла пешка на черно поле b2 · черна дама на бяло поле g2 · черен топ на черно поле h2 · бял цар на бяло поле b1 · бял кон на черно поле c1 | черен цар на бяло поле g8 · бяла дама на бяло поле d7 · черна пешка на черно поле d6 · бял кон на бяло поле e6 · черна пешка на черно поле a5 · черна пешка на черно поле c5 · бяла пешка на бяло поле d5 · черна пешка на черно поле e5 · бяла пешка на бяло поле c4 · бяла пешка на бяло поле e4 · черна пешка на черно поле f4 · бяла пешка на черно поле a3 · бял топ на бяло поле b3 · черен офицер на черно поле c3 · бяла пешка на бяло поле f3 · бяла пешка на черно поле b2 · черна дама на бяло поле g2 · черен топ на черно поле h2 · бял цар на бяло поле b1 · бял кон на черно поле c1 | 1 |
|   | a | b | c | d | e | f | g | h |   |

На диаграма 3 е показан вариант от партията. Белите заплашват Тb8 мат, но черните жертват дамата и правят „мелница“.

39. … Дg2:b2+!

40. Тb3:b2 Тh2:b2+

41. Цb1-a1 …

„Сега черните могат да дават открити шахове, като преместят топа на някое от дванадесетте полета, което обикновено им дава поне равенство, а в този случай дори победа.“ (А. Котов) 

41. … Тb2-b7+

42. Цa1-a2 Тb7:d7

и черните имат решаващо материално предимство.